# Mainz Hauptbahnhof
Mainz Hauptbahnhof ist ein Eisenbahnknoten im westlichen Rhein-Main-Gebiet.
Der wichtigste Bahnhof der rheinland-pfälzischen Landeshauptstadt Mainz befindet sich am südwestlichen Rand der Neustadt, wurde 2011 täglich von ca. 60.000 Reisenden und Besuchern frequentiert und gehört zur zweithöchsten Preisklasse der DB InfraGO.
2019 hatte er 75.000 Reisende und Besucher pro Tag.

## Geschichte
Der heutige Hauptbahnhof wurde von 1882 bis 1884 nach Plänen von Philipp Johann Berdellé im Rahmen der Stadterweiterung nach dem Deutsch-Französischen Krieg als neuer Centralbahnhof errichtet.

### Ausgangssituation

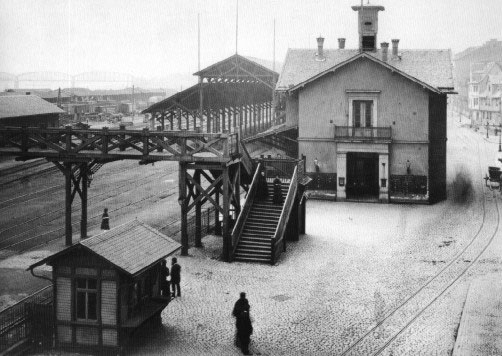
Bahnhof der Hessischen Ludwigsbahn in der Rheinstraße

Durch die Rheinschifffahrtsakte 1831 verlor Mainz das Stapelrecht und wurde von der Schifffahrt wegen seines versandeten Hafens und der hohen Zwischenzölle gemieden. Am 13. April 1840 wurde die Taunus-Eisenbahn zwischen Frankfurt am Main, Mainz-Kastel und Wiesbaden eröffnet und zog Transit- und Fremdenverkehr aus Mainz ab.
Mainz war die größte Stadt des Großherzogtums Hessen und traditionell auch durch die Handelskammer ein starker Handelsplatz. Das machte die Stadt zu einem attraktiven Knotenpunkt im entstehenden Eisenbahnnetz. Die in Mainz ansässige Ludwigsbahngesellschaft erwirkte daher Konzessionen zum Bau von Eisenbahnstrecken, die von Mainz ausgingen.
1845 erhielt sie die Konzession für die Bahnstrecke nach Worms und zur Grenze der Pfalz (Bayern), der Bau begann 1847. Die Fertigstellung der Strecke verzögerte sich infolge der politischen Ereignisse 1848/49 bis zum 23. März 1853, der erste Mainzer Bahnhof wurde sogar erst im August 1853 eröffnet.

### Planungen

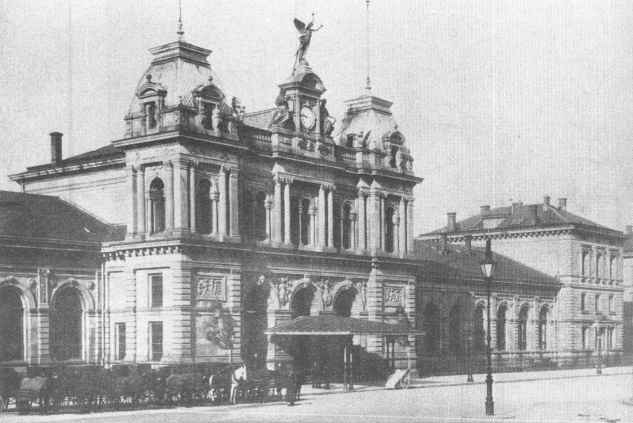
Empfangsgebäude von Berdellé (um 1885)

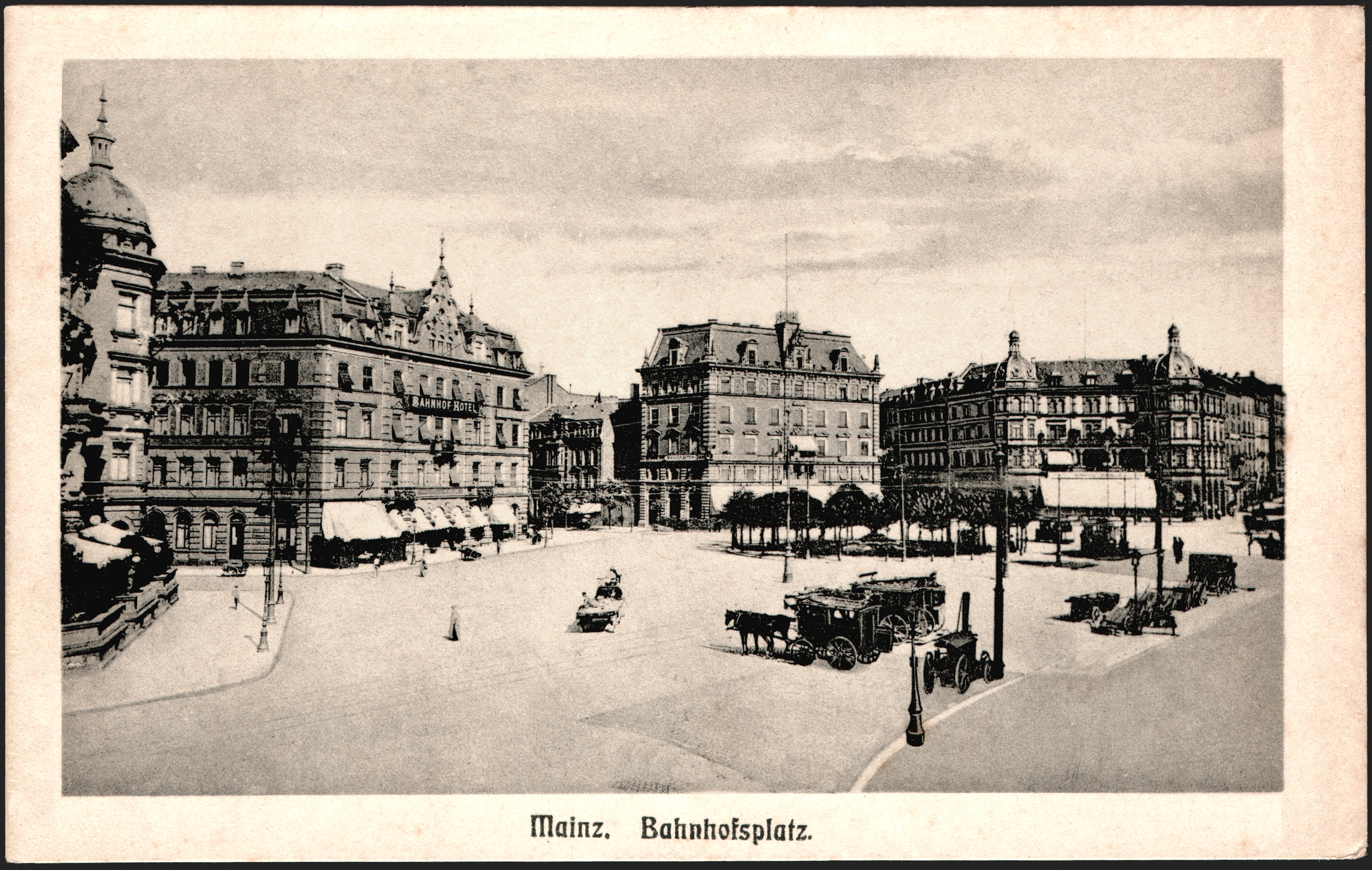
Bahnhofsplatz vor 1914

Im Laufe der nächsten Jahre erhöhte sich das Fahrgastaufkommen, als Mainz zu einem Knotenpunkt der Linien nach Darmstadt, Aschaffenburg und Bayern, Ludwigshafen und Frankreich, Bingen und Köln und nach Frankfurt entwickelte. Der Raum am Rheinufer, zwischen Fluss und Festung, war aber sehr begrenzt. Die Bahnanlagen ließen sich dort nicht erweitern. Bereits 1858 berichtete die Mainzer Zeitung über Pläne, den Bahnhof zu verlegen.
Die Interessen der Stadtentwicklung, Ufererweiterung und -gestaltung sowie Bahnentwicklung erforderten ein hohes Maß an Koordination, um eine sinnvolle Perspektive zu schaffen. Stadtbaumeister Eduard Kreyßig, der 1865 der Nachfolger des verstorbenen Stadtbaumeisters Joseph Laské wurde, schlug 1873 vor, den Bahnhof auf die Westseite der Stadt zu verlegen. Zutreffend stellte der unabhängige Mainzer Schriftsteller und Zeitungsrezensent Philipp Wasserburg, der 1877 und 1880 für die Volkspartei in die Stadtverordnetenversammlung gewählt werden sollte, 1874 fest, dass zwar die staatliche Festungserweiterung Fortschritte mache, die kommunale Stadtplanung aber nicht, weil der Stadt Mainz nur in ungenügendem Umfang Mittel zur Verfügung stünden.
Dort wo früher einmal nach dem Münstertor der Münsterschlag mit dem Hauptweg in das Gartenfeld stand, sollte ein neuer Centralbahnhof die bisherigen Gleisanlagen zusammenführen. Die Finanzierung der Grundstückskäufe im Zusammenspiel von Stadterweiterung und Bahnhofsneubau wurde von der Mainzer Kaufmannsfamilie Lauteren organisiert, die ihrerseits finanziell bei der Ludwigsbahn beteiligt war. Die Stadt allein konnte nicht alle erforderlichen Flächen ankaufen. Etwa 50 % waren als Gelände für die allgemeine Bebauung vorgesehen und je 25 % für Straßen und Plätze sowie für die Bahnanlagen.
Um das Projekt am vorgesehenen Ort zu realisieren, mussten die Zufahrtsgleise in einem großen Bogen westlich um die Stadt geführt werden. Dazu war auch ein Tunnel unter der Zitadelle erforderlich. Er wurde 1876 begonnen. Eine sagenumwobene Institution der Mainzer, das Pankratiusbrünnchen, aus dem alle neugeborenen Mainzer stammen sollen, fiel dem Neubau zum Opfer. Es lag seitlich der heutigen Bahnunterführung zur Mombacher Straße hin.

### Ausführung
Der Mainzer Architekt Philipp Johann Berdellé (1838–1903) schuf das Empfangsgebäude des neuen Hauptbahnhofes in hellem Flonheimer Sandstein in italienischer Neorenaissance mit barocken und klassizistischen Elementen. Ein markanter Mittelbau wird von zwei niedrigeren Seitenflügeln mit Arkaden eingerahmt, die wiederum in Risaliten enden. Das Gebäude wurde am 15. Oktober 1884 feierlich eröffnet.

#### Kunst am Bau

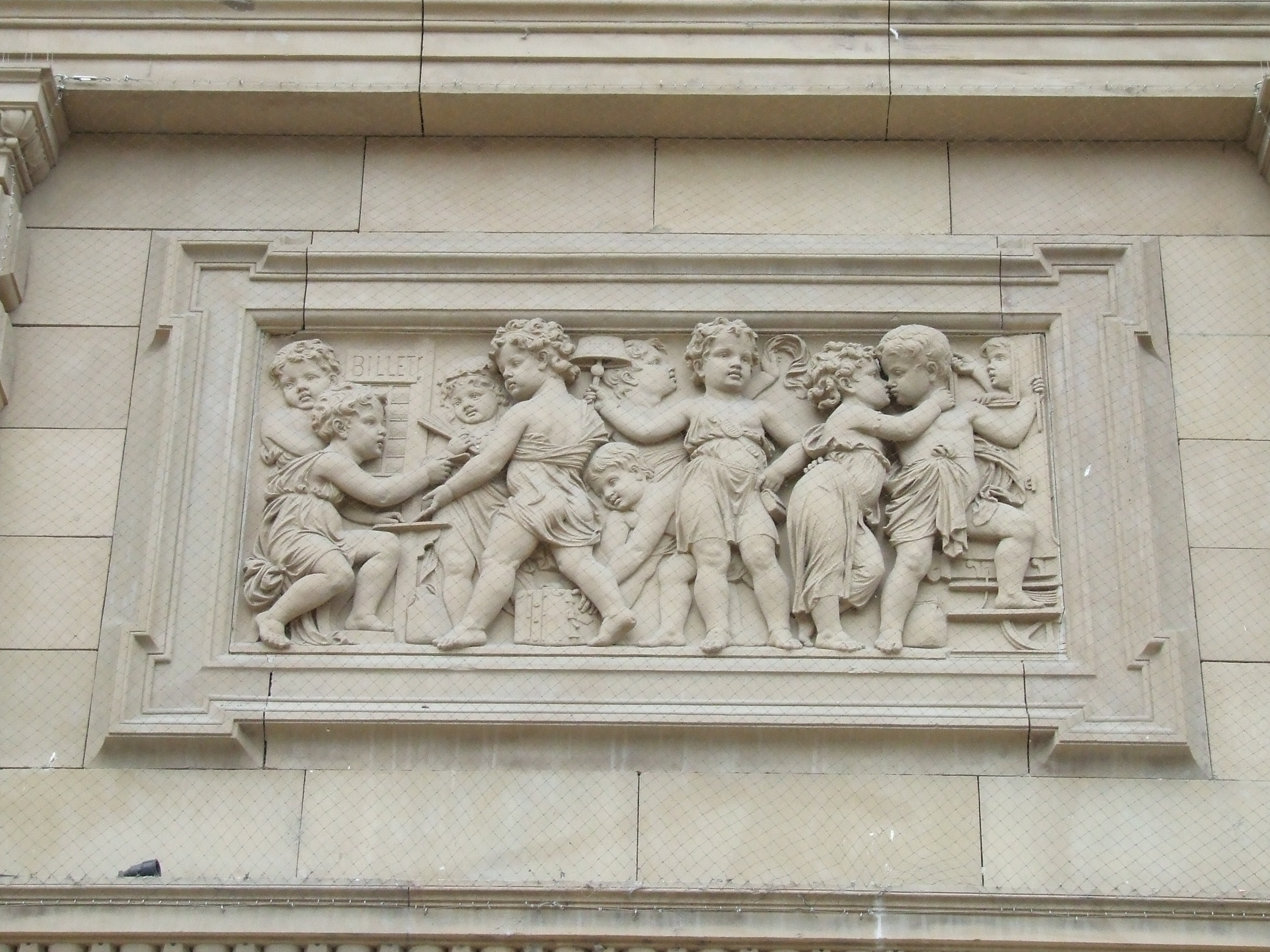
Abfahrt

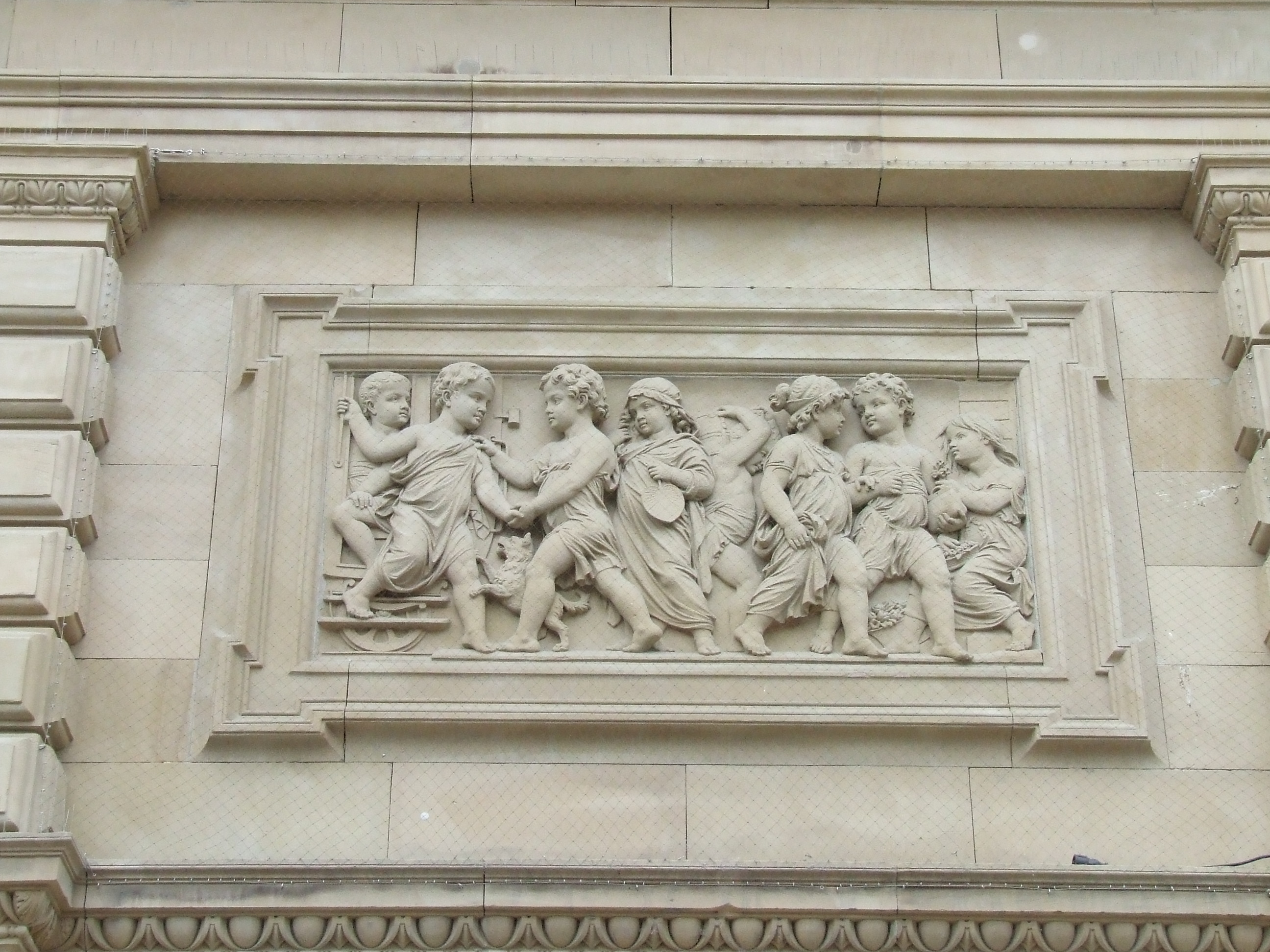
Ankunft

Berdellé setzte den Schwerpunkt der bildhaften Ausschmückungen auf den zentralen Eingangsbau. Allegorische Darstellungen verwiesen auf die Funktion des Gebäudes.
Auf beiden Seiten des Eingangs zeigen Reliefs, geschaffen von den Mainzer Bildhauern Valentin Barth und Anton Scholl, antik gewandete Putten in spielerischer Weise mit der Eisenbahn ankommen und abreisen:
Das Bild Abfahrt befindet sich am linken Hauptgebäudeteil: In der linken oberen Ecke kann man das Wort  Billet erkennen. Es zeigt Szenen, die sich rund um das Thema Abfahrt und Abschied am Bahnhof drehen. Dazu gehört auch ein schwerer Koffer.
Das Bild Ankunft befindet sich am rechten Hauptgebäudeteil: Hier steigen die Putten wieder aus dem Zug aus und die freudige Ankunft ist zu erkennen. Der schwere Koffer wird weggetragen.
Die Bahnhofsuhr auf dem Dach wurde vom geflügelten Genius des Dampfes und der Elektrizität gekrönt. Des Weiteren befinden sich über den drei Haupteingangstüren Figuren. Die Abbildungen sind in der Reihenfolge (von links nach rechts), wie sie auch am Gebäude angebracht sind, wiedergegeben.

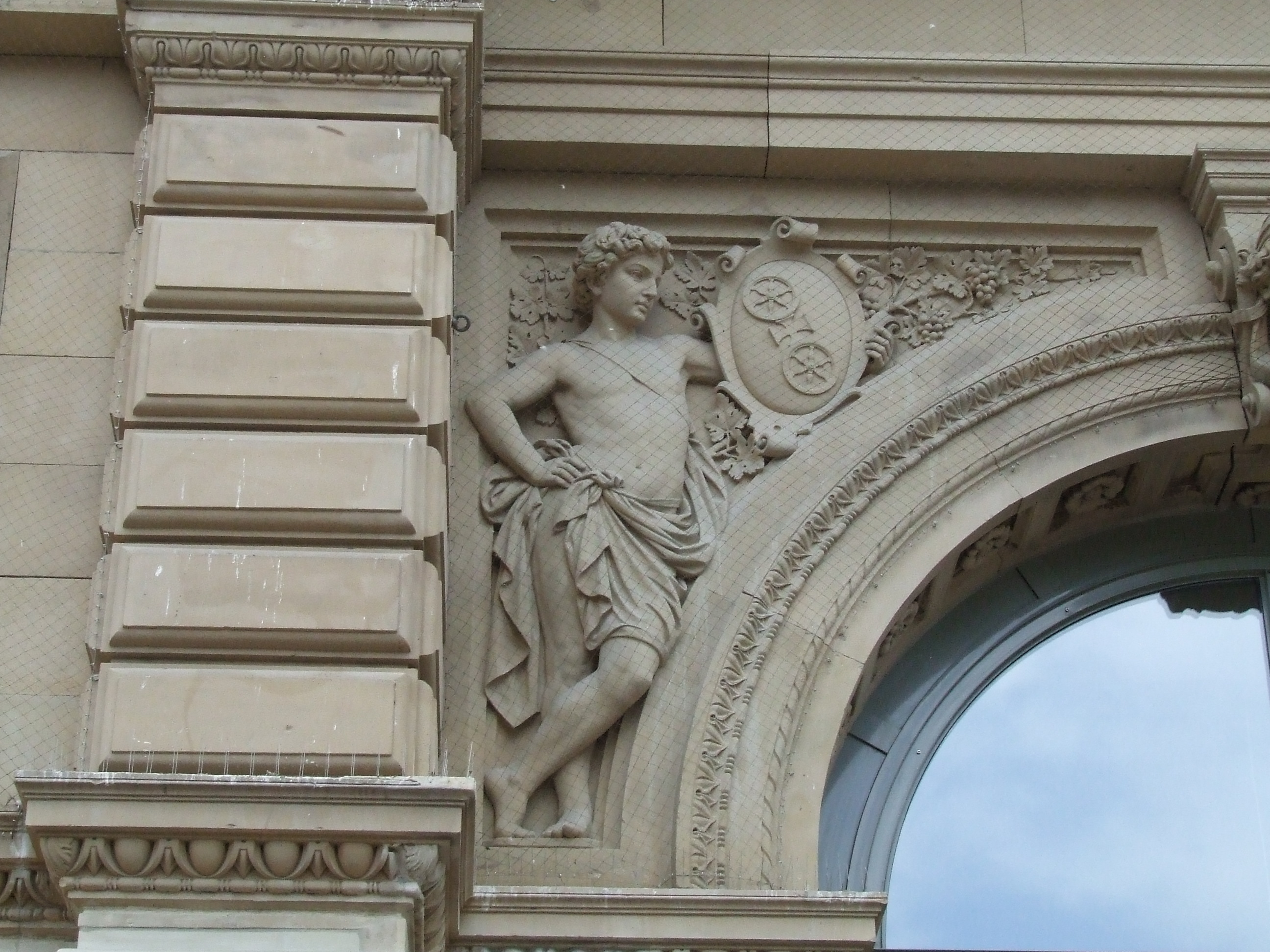
Mainzer Wappen
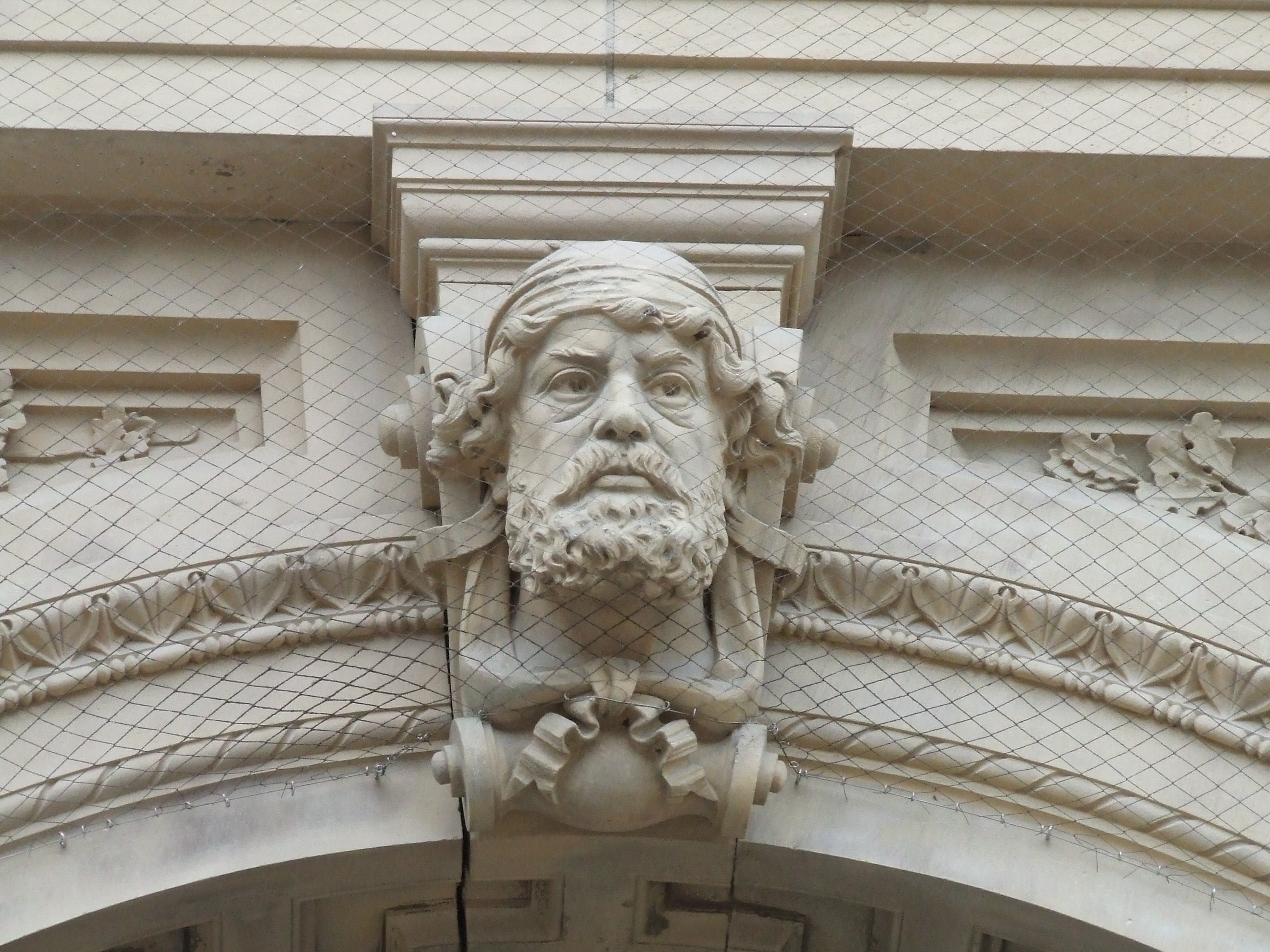
Vulcanus
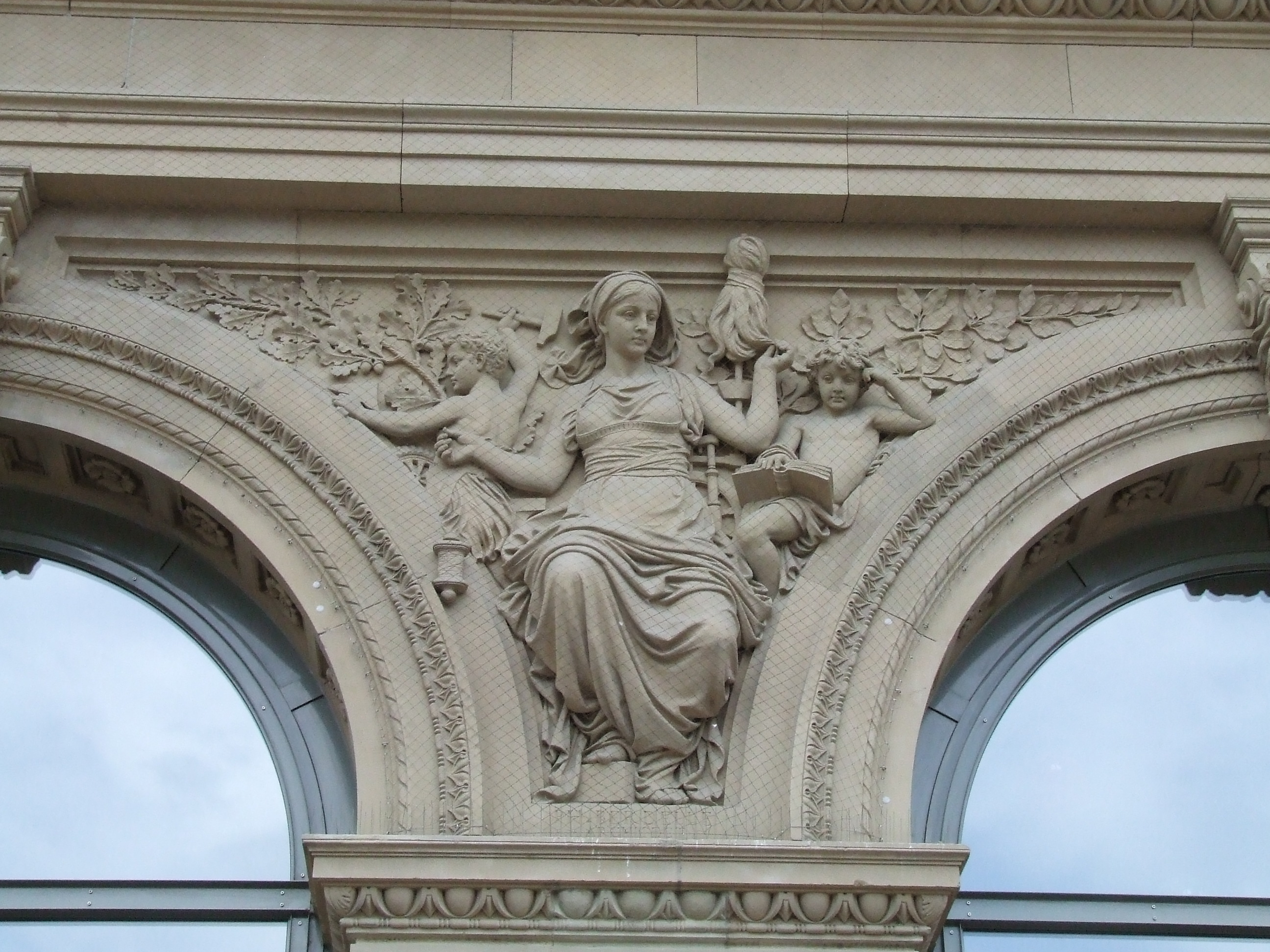
Allegorie zu Arbeiten (wahrscheinlicher: Allegorie der Industrie)
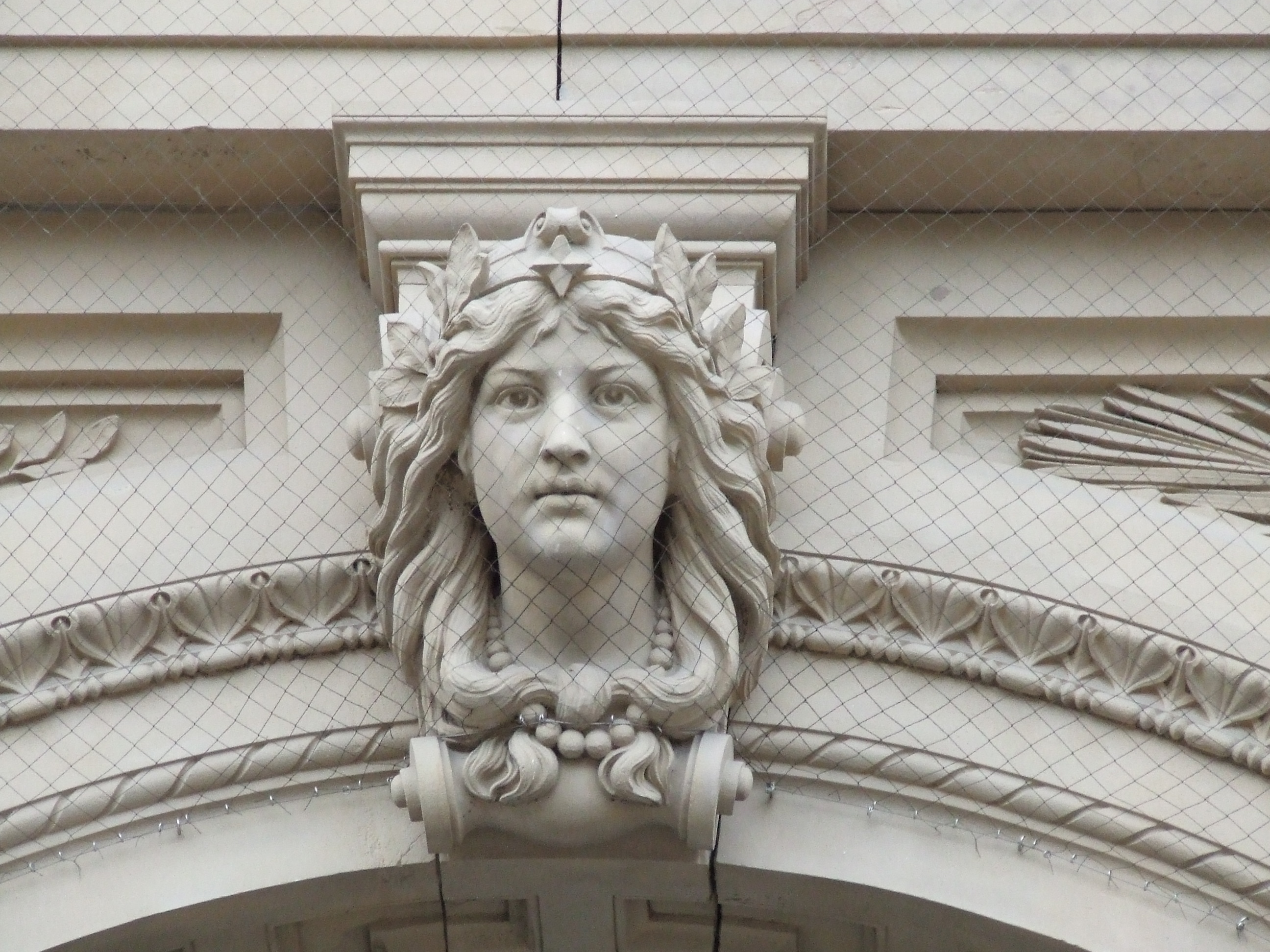
Minerva
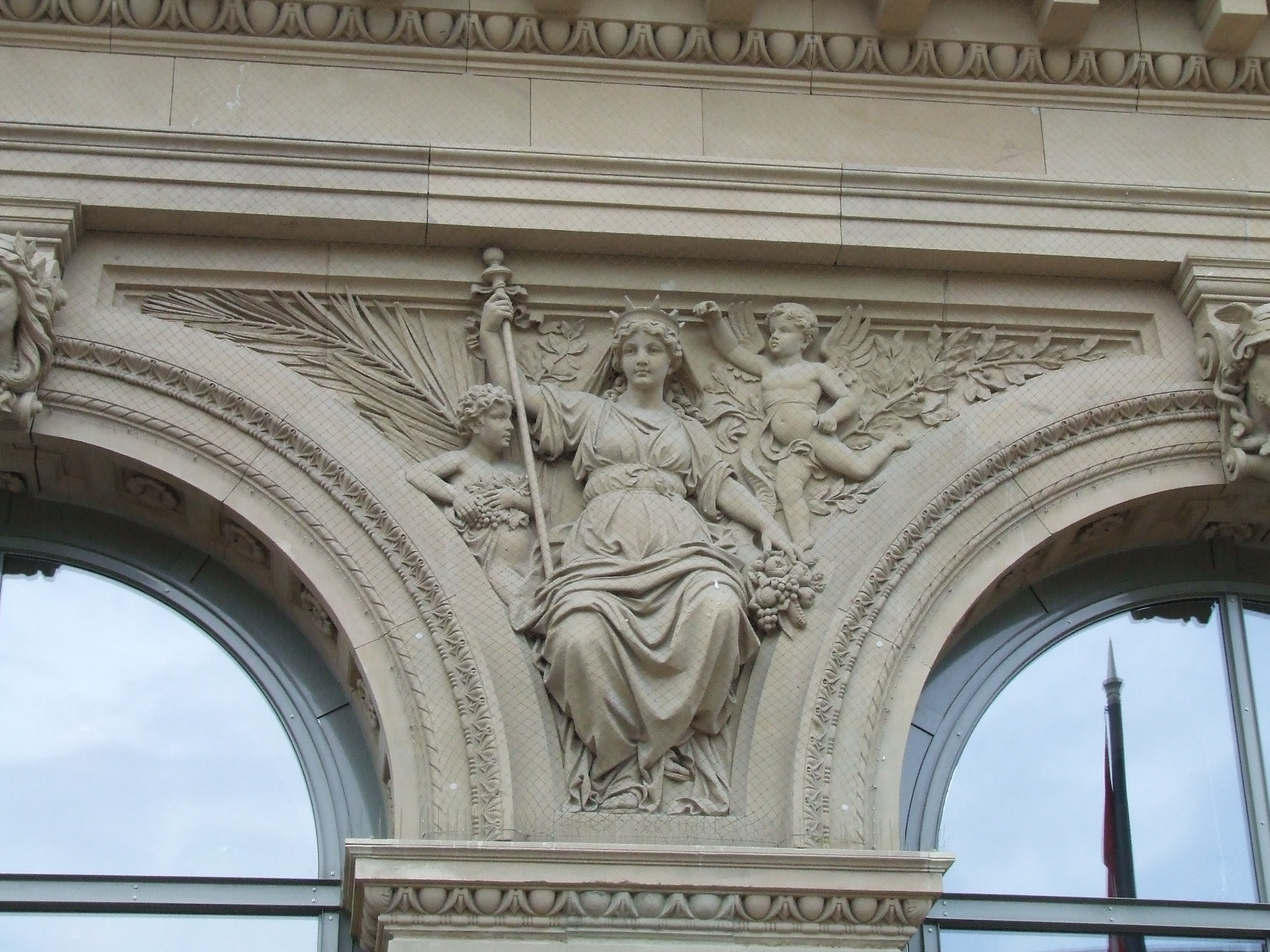
Allegorie zu Segen (wahrscheinlicher: Allegorie der Landwirtschaft)
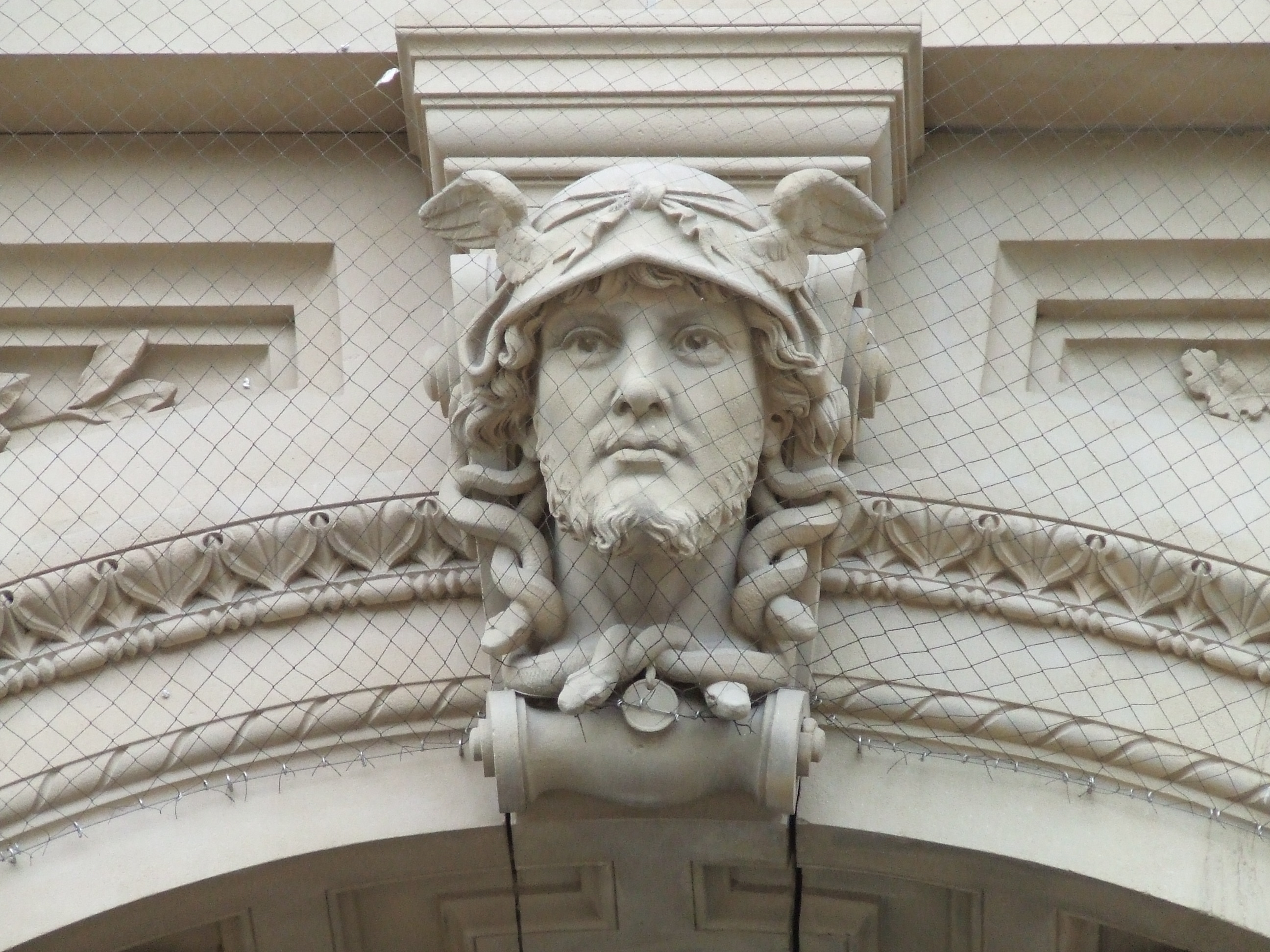
Merkur
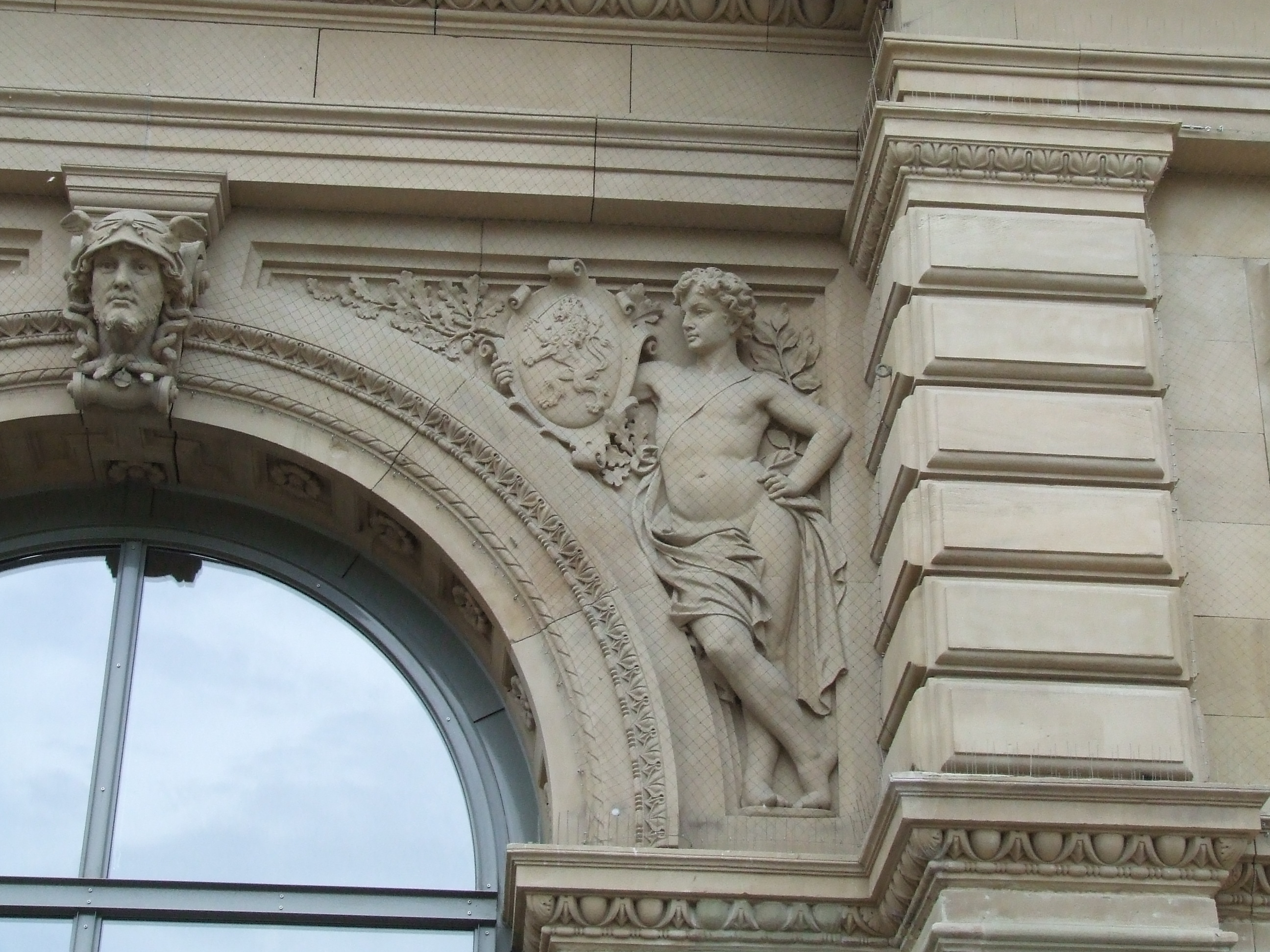
Wappen des Großherzogtums Hessen

#### Bahnhofplatz
Die ursprüngliche Gestaltung des Bahnhofsplatzes dominierte ein Rondell. Dieses war mit Bäumen, Rasen und Blumen begrünt. Ringsherum verliefen die Schienen der Pferdebahn. Zahlreiche Droschken und Hotelomnibusse ergänzten das Beförderungsangebot.

#### Bahnhofshalle
Die gesamten bahntechnischen Anlagen wurden unter der Bauleitung des Geheimen Baurates J. Kramer erstellt.
Die Reisenden schützte die damals längste Bahnhofshalle Europas. Sie wurde vom MAN-Werk Gustavsburg errichtet, das auch die Eisenbahnbrücke über den Rhein gebaut hatte. Mit einer Länge von dreihundert Metern und einer Breite von 47 Metern überdachte die Konstruktion aus Guss- und Schmiedeeisen, Glas und Wellblech rund 14.000 Quadratmeter Fläche. Die Dachkonstruktion war in 29 Felder aufgeteilt und wurde von sechzig schmiedeeisernen Pfeilern gestützt. Die Stirnseiten waren mit Glasschürzen bis zur Einfahrtshöhe der Züge verschlossen. Der höchste Punkt des Dachs war mit einem verglasten, seitlich offenen Aufsatz zum Abzug von Rauch und Dampf versehen. Weitere zwei Glasfelder unterbrachen die im Übrigen aus Wellblech bestehende Abdeckung.

#### Güterbahnhof
Der Güterbahnhof hatte 1900 eine elektrische Beleuchtung für 90.000 Mark erhalten.

### Erweiterung
Nach 1884 nahm der Verkehr schnell weiter zu, was den Bahnhof an den Rand seiner Kapazität brachte. Eine wesentliche Entlastung brachte die Inbetriebnahme der Mainzer Umgehungsbahn 1904, die den Bahnhof weitgehend von durchfahrenden Güterzügen entlastete. Etwas später wurde östlich des Gleisfeldes und nördlich des Empfangsgebäudes noch der „Wiesbadener Bahnsteig“ angebaut, dessen Kopfgleise den Lokalverkehr nach Wiesbaden aufnahmen.
Während der Zeit des Regiebetriebs (1923/1925) gehörte Mainz Hbf zu der von der französischen Besatzungsmacht betriebenen Regiebahn. Als sich die Lage zwischen dem Deutschen Reich und der Besatzungsmacht im Laufe des Jahres 1924 entspannte, war der Bahnhof einer der wenigen Bahnhöfe im besetzten Gebiet, in dem die Deutsche Reichsbahn einen Fahrkartenschalter eröffnen und dort Anschlussfahrkarten für Reisende verkaufen durfte, die ins unbesetzte Gebiet reisten.

### Der erste Umbau
Die erste Halle versah bis 1935 ihren Dienst. Bei einem Brand des Dachstuhls des Empfangsgebäudes am 23. Dezember 1934 wurde sie in Mitleidenschaft gezogen. Im Empfangsgebäude fielen Speicher und Schlafräume des Personals der Bahnhofswirtschaft den Flammen zum Opfer. Trotz des geringen Schadens an der Halle entschied sich die Reichsbahndirektion Mainz im Rahmen von Arbeitsbeschaffungsprogrammen, sie komplett zu ersetzen.
Die Außenfassade blieb im Wesentlichen unverändert, das Bahnhofsdach verlor allerdings seine Genius-Statue und die von Allegorien flankierte zentrale Uhr. Die Abschlusskuppeln der Eckrisalite überdauerten bis zum Kriegsende. Gepäck- und Schalterhalle wurden neu eingerichtet.
Die Bahnsteighalle wurde durch MAN 1939 neu gebaut. Sie war nur noch 140 Meter lang. Während des Zweiten Weltkrieges wurde sie bei Luftangriffen auf Mainz erheblich beschädigt. Als Verkehrsknotenpunkt befand Mainz sich im Blickfeld der Militärstrategen. Immer wieder fielen Bomben auch auf den Bahnhof. Im Abstand weniger Tage flogen im September 1944 Verbände der Royal Air Force und der United States Army Air Forces Angriffe auf den Hauptbahnhof in Mainz. Der Bahnhof und sein Vorplatz wurden schwer beschädigt. Ämter-, Abfertigungsgebäude, Lagerhallen und die Weinhalle brannten komplett aus. 1767 Meter Gleise, sechs Stellwerke und 198 Weichen wurden zerstört. Die Reichsbahndirektion registrierte 1945 einen Schaden von rund 180 Millionen Mark. Trotz allem wurde der Zugverkehr mit kurzen Unterbrechungen aufrechterhalten.

### Kriegsschäden

Werbung des Bahnhofs-Friseurs, 1949

Während des Zweiten Weltkriegs wurde der Bahnhof bei den Luftangriffen auf Mainz erheblich beschädigt: 1767 Meter Gleis und 198 Weichen wurden zerstört. Gleiches galt für sechs Stellwerke. In der Folge fielen alle Sicherungs- und Fernmeldeanlagen aus.
Am 10. September 1945 waren die meisten Gleisanlagen des Hauptbahnhofs wieder benutzbar. 1946 konnten die elektromechanischen Stellwerke wieder in Betrieb genommen werden.

### Der zweite Umbau

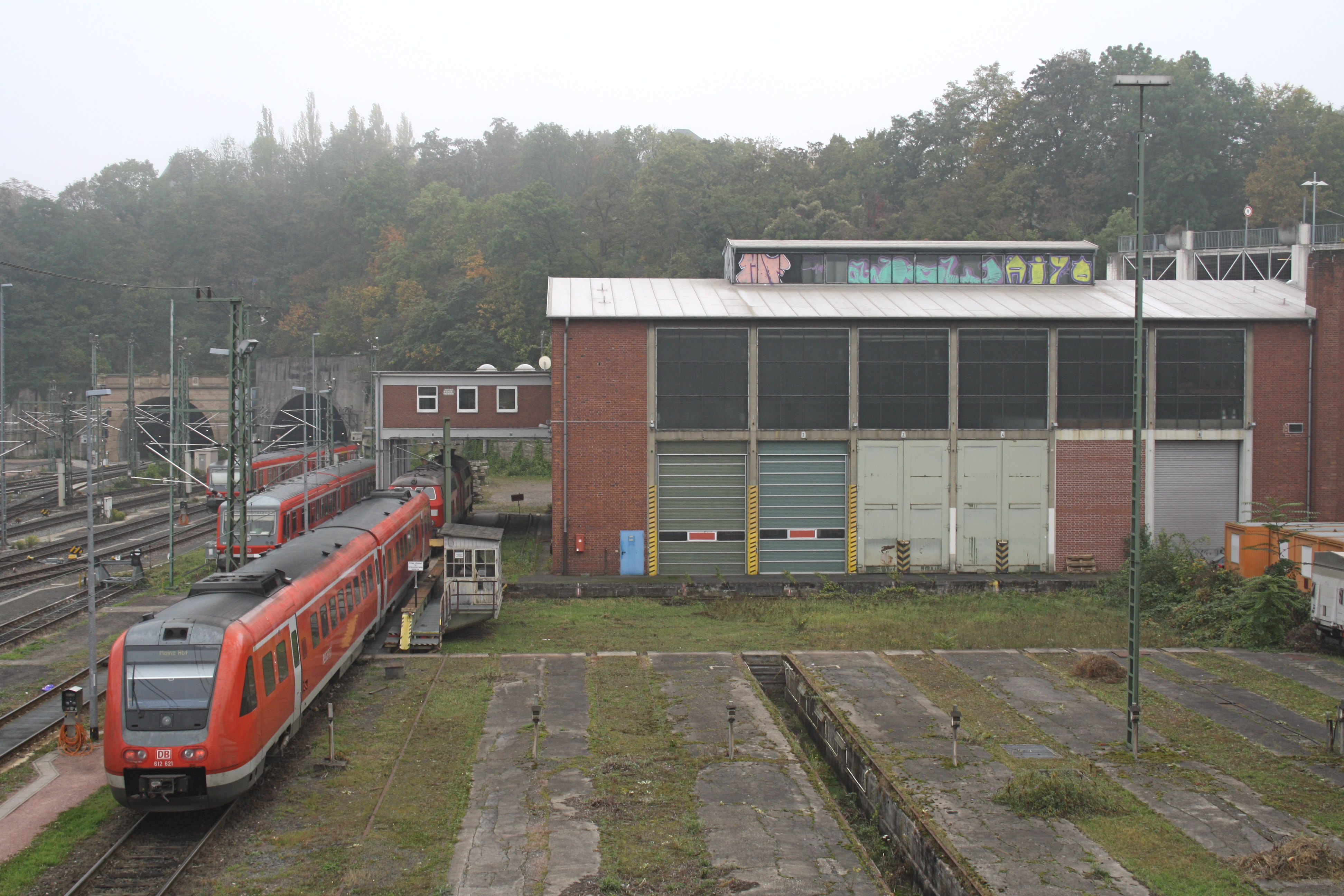
Baureihe 612 bei der Überfahrt über die stillgelegte Schiebebühne des Bahnbetriebswerks

Mit Erlaubnis der amerikanischen und französischen Besatzungsmacht wurde der Verkehr auf einzelnen Strecken wieder aufgenommen und noch 1945 begann der Wiederaufbau. 1947 begann auch die Wiederherstellung des Bahnhofsplatzes und des Empfangsgebäudes. Außenmauern und die Grundkonzeption wurden beibehalten, der Grundriss verbessert.
Der Hauptbahnhof wurde in der Folgezeit vergrößert, modernisiert und dem technischen Fortschritt angepasst. Das Bahnbetriebswerk Mainz war als eines der ersten „dampffrei“, als 1959 die letzte Dampflokomotive den Mainzer Lokschuppen verließ. Vorangegangen war die Elektrifizierung des Bahnhofs.
Wahrzeichen des Bahnhofs war nun das große Kupferberg-Fenster in der Schürze der Gleishalle und das Fenster von Blendax-Zahnpasta.

### Der dritte Umbau

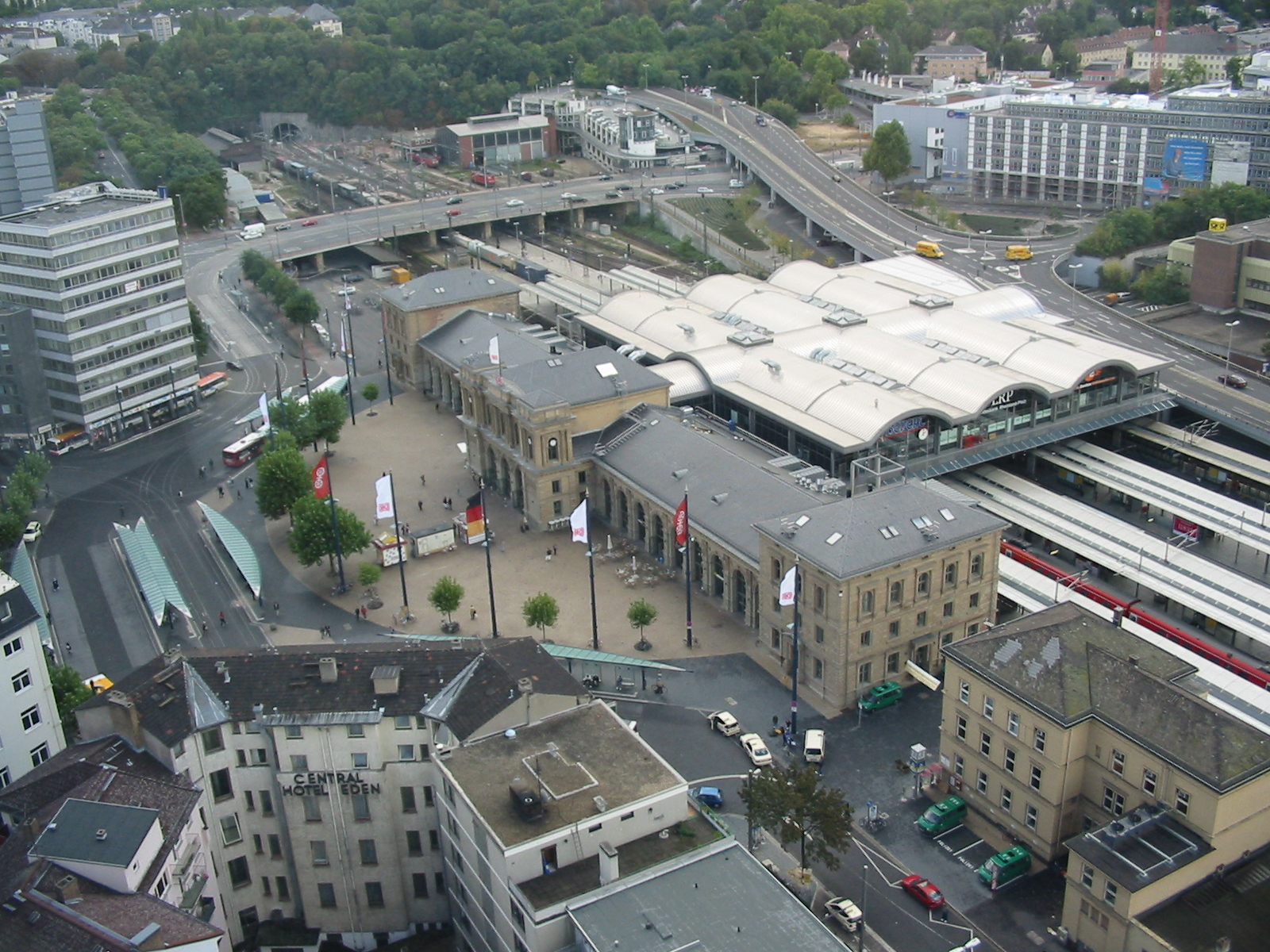
Gesamtanlage nach dem Umbau, aufgenommen aus dem obersten Stockwerk der Bonifazius-Türme

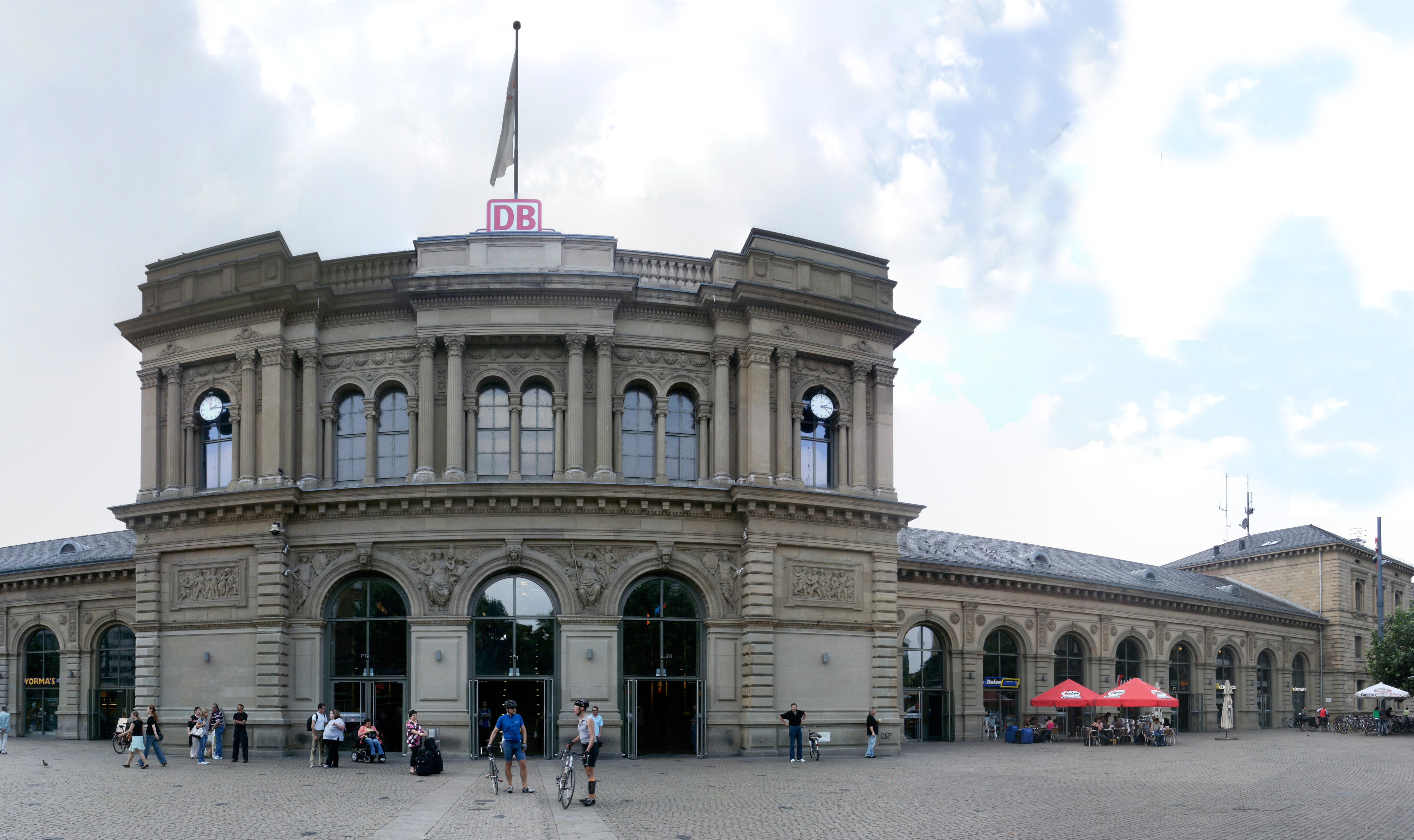
Bahnhofsplatz und rechter Gebäudeflügel nach dem Umbau

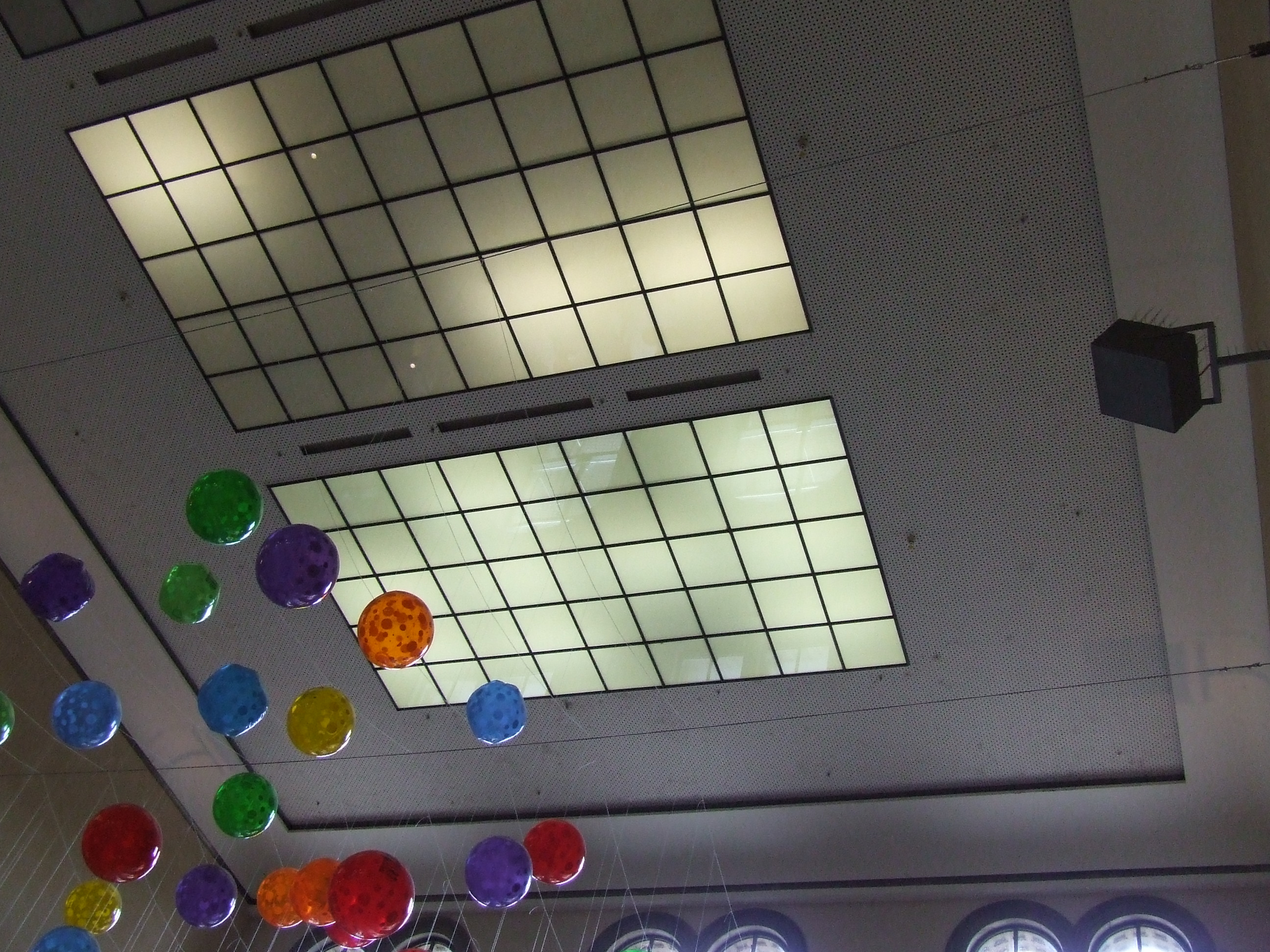
Eine der wahrscheinlich größten Dunstabzugshauben der Welt, die Decke in der Empfangshalle.

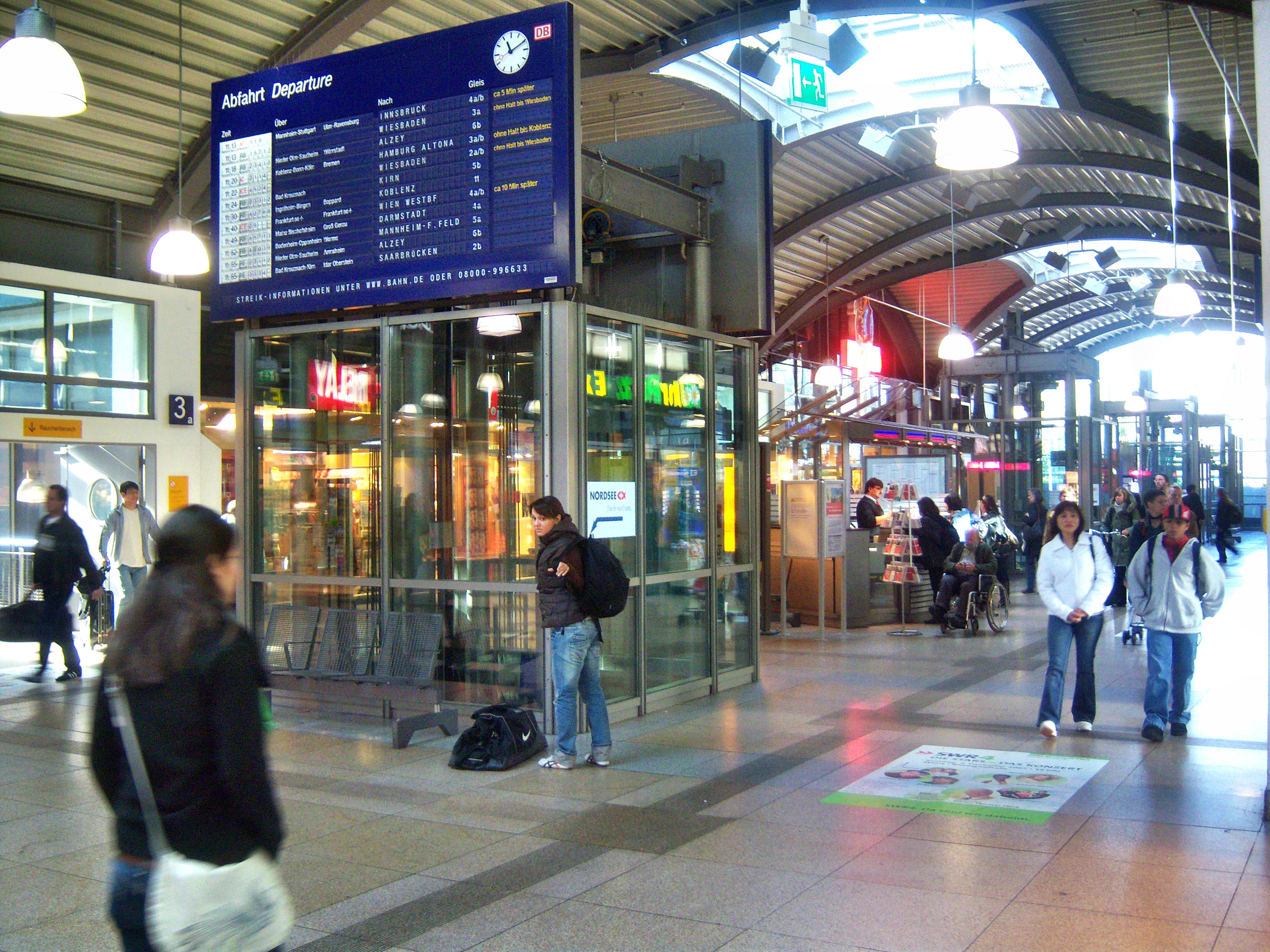
Neuer Hochsteg (2007)

In den 1990er Jahren wurde ein vierter schmaler Durchgangsbahnsteig für den Regionalverkehr gebaut. Dazu wurden die beiden Unterführungen aufwändig verlängert.
Bis Ende 2003 wurde der Bahnhof für rund 114 Millionen Mark (rund 58 Millionen Euro) in fünfjähriger Bauzeit aufwendig umgebaut. Dabei wurde die große gusseiserne Bahnhofshalle von 1939 komplett abgerissen und durch eine Überbauung aus Stahlbeton ersetzt, deren Dach mit Rundungen architektonisch die früheren Bahnsteighallen zitiert.
Die Renovierung der Hauptfassade des historischen Empfangsgebäudes führte zur annähernden Wiederherstellung des alten Erscheinungsbildes. Allerdings fehlen die Dachtürme. Innen wurde alles neu gestaltet. Die Bahnsteigzugänge (Gleise 2 bis 8) führen nun über einen breiten Hochsteg mit seitlichen Ladengalerien, der über Treppen, Rolltreppen und Aufzüge aus der Empfangshalle und von den Bahnsteigen barrierefrei erreicht wird. Er überspannt vier Bahnsteige (Fläche der Bahnsteige 16.906 Quadratmeter) und sieben Gleise. Drei weitere Stumpfgleise sind rechts von Bahnsteig 1 aus zugänglich, davon wird allerdings nur Gleis 11 für den Personenverkehr genutzt. Die Fläche für Geschäfte und Restaurants wurde auf 3.800 Quadratmeter ausgedehnt. Die beiden unterirdischen Unterführungen und Bahnsteigzugänge dienen nur noch als Fluchtwege. Vier innenliegende Treppen wurden zugemauert.
Im Zuge der Neugestaltung wurde auf der Süd-West-Seite des Bahnhofs ein neuer Zugang geschaffen, der vor allem die Anfahrt von privaten PKWs erlaubt. Am Bahnhof stehen 2138 Parkplätze für den Individualverkehr (Park and ride / Park and rail) zur Verfügung. Der Bahnhofsplatz auf der Stadtseite wurde komplett umgestaltet und ist nun dem öffentlichen Personennahverkehr und Taxis vorbehalten.
Um brandschutzrechtlichen Auflagen nachzukommen, wurde die Decke in der Empfangshalle durchbrochen, so dass Rauch – zusätzlich abgesaugt durch Ventilatoren – abziehen kann. Im Keller befindet sich ein Löschwasser-Vorratsbehälter mit 170 Kubikmetern Nutzinhalt. Dieser wird durch reichlich vorhandenes Grundwasser, das vom Hartenberg und Taubertsberg kommt und Richtung Rhein strömt, gespeist.

### Mainzer Tunnel
Der Tunnel zwischen dem Haupt- und Südbahnhof (heute: Bahnhof Mainz Römisches Theater) schließt unmittelbar an den Südkopf des Hauptbahnhofs an. Von hier verläuft die Strecke zum Bahnhof Römisches Theater unter dem Kästrich. Der ursprüngliche Tunnel der 1880er Jahre wurde Mitte der 1920er Jahre aufgrund von Schädigungen durch säurehaltige Rauchgase teilweise „geschlitzt“, also zur Oberfläche hin geöffnet, wodurch zwei Tunnel entstanden. Größter Umbau im Bereich des Mainzer Hauptbahnhofs in den letzten Jahren war der Bau einer parallelen, zweiten zweigleisigen Tunnelröhre und die Sanierung der alten Tunnelröhre. Die Gleisanlagen vor den Tunnelportalen wurden 2011 fertiggestellt.

### Nordkopf
Um die Leistungsfähigkeit des Eisenbahnknotens Mainz zu erhöhen, wurde im August 2010 mit den Vorarbeiten für den Bau eines 600 Meter langen Überwerfungsbauwerks des Gleises von Wiesbaden über die linke Rheinstrecke am Mainzer Nordkopf begonnen, das 2014 in Betrieb ging. Am Nordkopf, der den südlichen Teil des Gleisdreiecks Mainz bildet, laufen die Strecken aus Wiesbaden, Bingen/Bad Kreuznach und Alzey zum Hauptbahnhof zusammen. Der Nordkopf liegt an der Schnittstelle der Mainzer Stadtteile Neustadt, Mombach, Gonsenheim und Hartenberg-Münchfeld. Dieser Schienenknotenpunkt wird an Werktagen von über 240 Zügen frequentiert.
Das Überwerfungsbauwerk ging Ende Januar 2015 offiziell in Betrieb. Damit sollen täglich rund 100 Züge von der rechtsrheinischen Strecke aus Richtung Wiesbaden kreuzungsfrei einfädeln. Damit soll die Leistungsfähigkeit des Bahnknotens Mainz von zuvor fast 300 Zügen pro Tag erhöht werden. Damit können die Züge aus Richtung Wiesbaden kreuzungsfrei (das heißt ohne niveaugleiche Kreuzung der linken Rheinstrecke), in die westlichen Gleise des Mainzer Hauptbahnhofs einfahren. Die Arbeiten sollten bereits 2004 beginnen, mussten aber wegen fehlender Bundesmittel aus der LKW-Maut, die wegen technischer Probleme nicht am 31. August 2003 in Betrieb gehen konnte, abgesagt werden. Aufgrund des Konjunkturpaketes der deutschen Bundesregierung wurde die Maßnahme davon unabhängig realisiert.
Die Ausschreibungen wurden 2010 vorgenommen. Im Sommer 2010 begann der Bau des Bauwerks. Für den Ausbau wurden nach Aussagen eines Bahnsprechers in der Mainzer Rhein-Zeitung vom 6. Januar 2011 Bundesmittel in Höhe von 48 Millionen Euro bewilligt. Die Bauarbeiten erfolgten während des laufenden Zugbetriebs. Bis Ende 2013 wurden weite Flächen des Mainzer Güterbahnhofs an der Mombacher Straße freigeräumt und verkauft, Abbrucharbeiten begannen. Im November 2014 ging das nunmehr 680 Meter lange Bauwerk in Betrieb. Insgesamt wurden im Rahmen des Neubaus des Mainzer Nordkopfs 4100 Meter Gleis und 38 Weichen zurückgebaut während 2500 Meter Gleis und elf Weichen neugebaut wurden. Während des Baus wurden 5.500 Kubikmeter Beton und 800 Tonnen Bewehrungsstahl verwendet.
Im September 2020 wurde die Herstellung des Endzustandes ausgeschrieben.
Die erhöhte Leistungsfähigkeit wurde unter anderem damit begründet, dass 2016 der Gotthard-Basistunnel in der Schweiz eröffnet wurde und sich der Güterverkehr zwischen Nordsee und Mittelmeer mit 40 Millionen Tonnen nahezu verdoppeln würde. Die Kosten von rund 50 Millionen Euro teilten sich Bund (35 Millionen), Deutsche Bahn (14,4 Millionen Euro) und Land (600.000 Euro). Das Projekt berücksichtigte einen später nachrüstbaren Bahnsteig.
Von Januar bis April 2017 soll für fünf Millionen Euro eine direkte, kreuzungsfreie Ausfahrmöglichkeit von Gleis 2 in Richtung Wiesbaden geschaffen werden.

## Verkehrliche Bedeutung

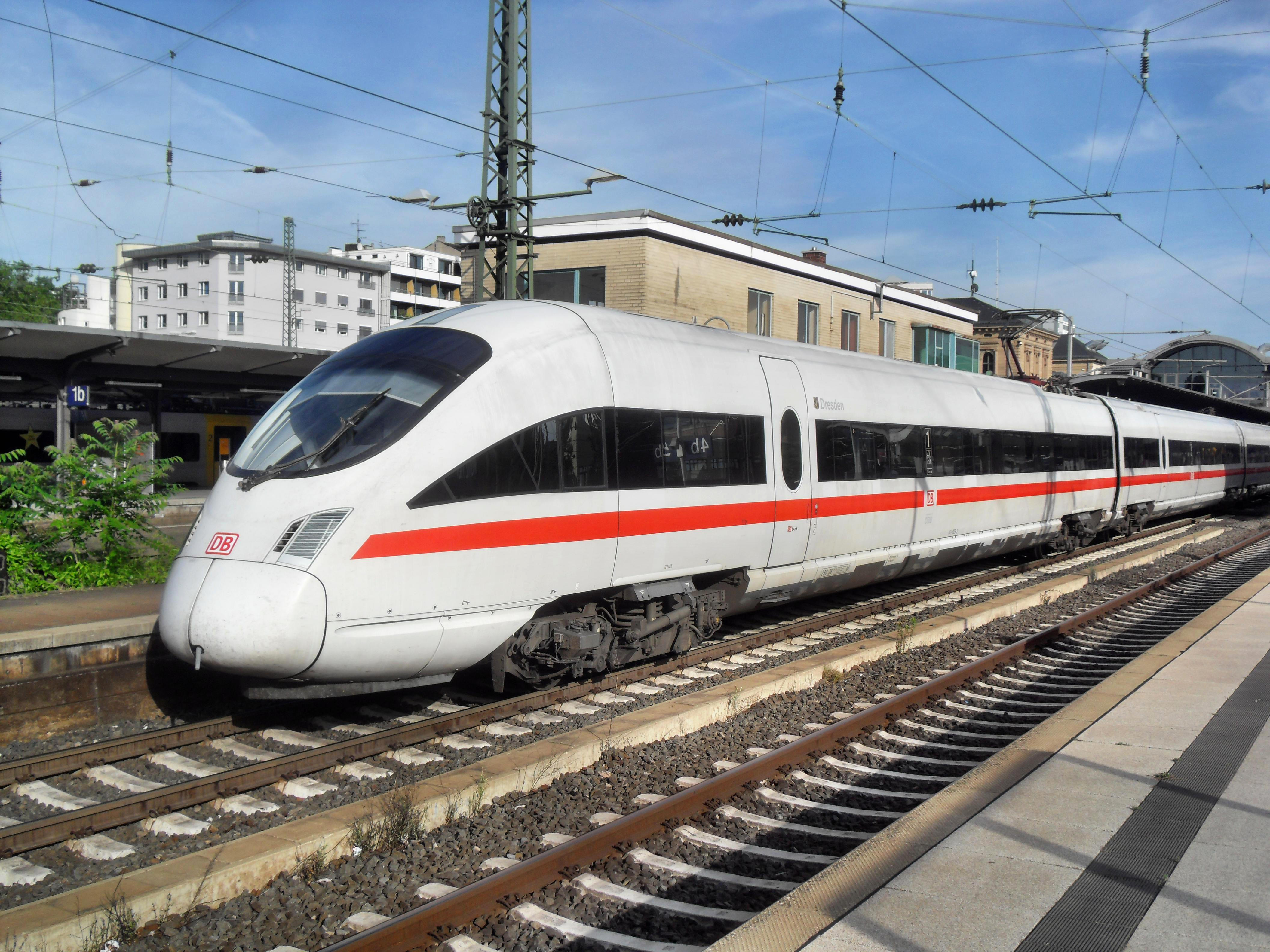
ICE T im Mainzer Hauptbahnhof auf dem Weg nach Dortmund (2009)

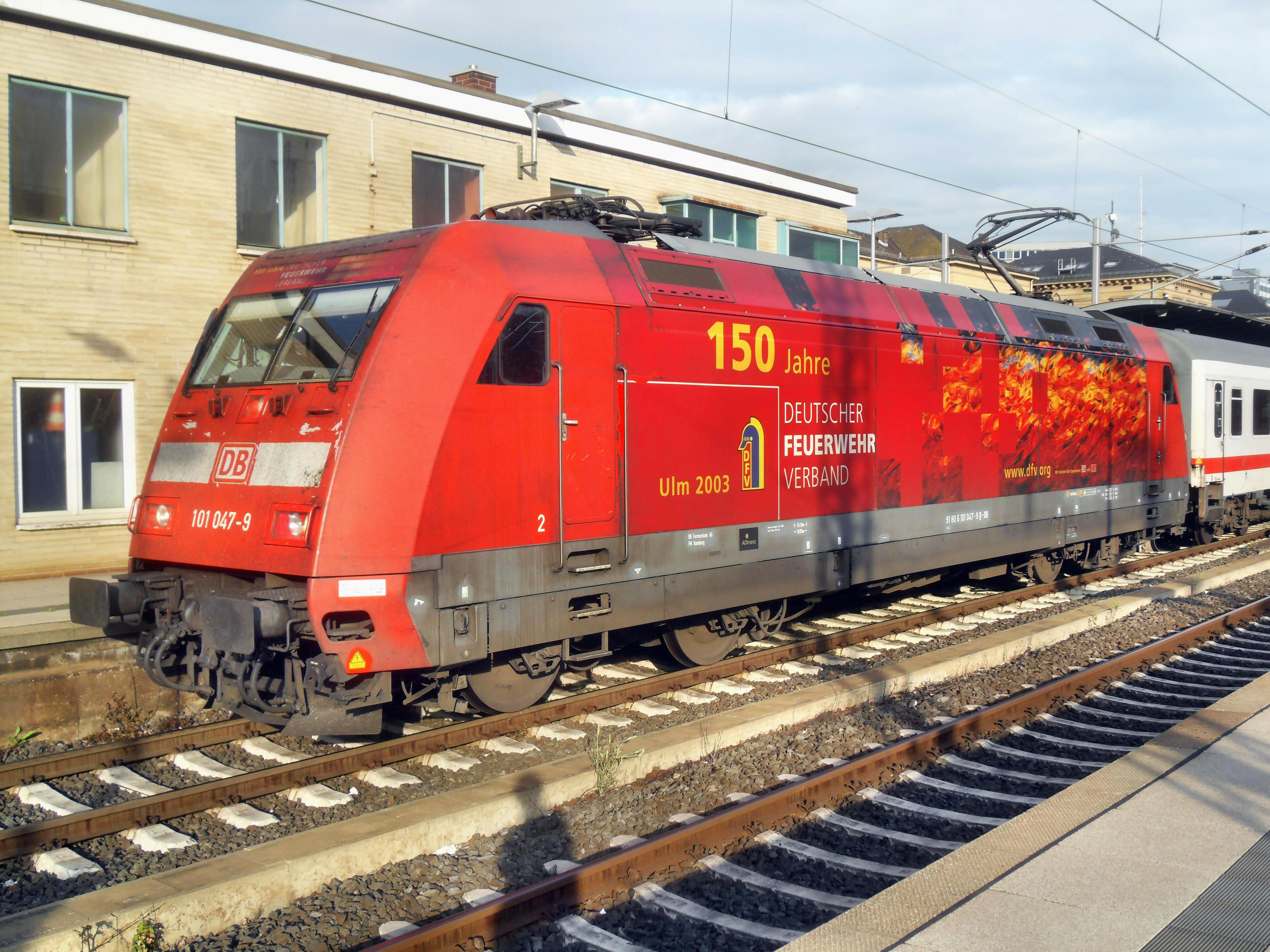
Baureihe 101 mit Intercity im Mainzer Hauptbahnhof

Der Mainzer Hauptbahnhof wurde 2011 von etwa 60.000 Reisenden am Tag genutzt. Er ist Beginn der Mainbahn zum Frankfurter Hauptbahnhof sowie Haltepunkt der Linie S 8 der S-Bahn Rhein-Main, seit dem „kleinen Fahrplanwechsel“ am 10. Juni 2018 auch Endpunkt der Linie S 6 der S-Bahn RheinNeckar aus Richtung Mannheim Hauptbahnhof. Insgesamt halten in Mainz täglich 311 Züge des Nahverkehrs (S-Bahn, Regional-Express und Regionalbahn) (Stand: 2009) und rund 115 Züge des Fernverkehrs (Intercity, Eurocity, Intercity-Express und ÖBB Nightjet) (Stand: 2009).
Der Bahnhof ist ein bedeutender innerstädtischer Straßenbahn- und Bus-Knotenpunkt sowie Startpunkt für die Regionalbuslinien in die rheinhessischen Gemeinden. Bedient wird der Knotenpunkt von der innerstädtischen MVG, für die Gemeinschaftslinien nach Wiesbaden (6, 9) auch von der ESWE und für das Umland von der Regionalgesellschaft KRN.
Mainz bildet gemeinsam mit Wiesbaden den Verkehrsverbund Mainz-Wiesbaden (VMW), der Kooperationsverträge mit den angrenzenden Verkehrsverbünden RMV und RNN abgeschlossen hat. Während Mainz gemeinsam mit Wiesbaden zum Rhein-Main-Verkehrsverbund (RMV) gehört, gilt für den Verkehr in die rheinhessischen Gemeinden der Gemeinschaftstarif mit dem Rhein-Nahe-Nahverkehrsverbund (RNN).
Mit der Freigabe des Fernbusverkehrs in Deutschland fahren seit 2013 einige Fernbuslinien in der Nähe des Hauptbahnhofs ab. Bereits vorher gab es einen Shuttlebus zum Flughafen Frankfurt-Hahn im Hunsrück.
Von 1965 bis 1979 verkehrte außerdem der Munzinger-Express von Zweibrücken nach Mainz.

### Fernverkehr
Im Schienenpersonenfernverkehr bestehen folgende Verbindungen ab Mainz Hauptbahnhof:
| Linie            | Strecke | Zugnummern oder Taktfrequenz                                  |
| ---------------- | --- | ------------------------------------------------------------- |
| ICE 11           | Wiesbaden – Mainz – Mannheim – Stuttgart – Ulm – Augsburg – München-Pasing – München | ICE 990/991                                                   |
| FLX 11           | Mainz – Frankfurt-Flughafen – Frankfurt-Süd – Kassel-Wilhelmshöhe – Göttingen – Hannover Messe/Laatzen – Wolfsburg – Stendal - Berlin-Spandau – Berlin | 3 Zugpaare/Woche (seit 21. März 2024)                         |
| ICE 19           | Berlin – Hannover – Wuppertal – Köln – Bonn - Mainz - Stuttgart | ICE 557, ICE 650                                              |
| ICE 20ICE 25     | Hamburg – Hannover – Göttingen – Kassel-Wilhelmshöhe – Frankfurt – Frankfurt Flughafen – Mainz – Wiesbaden | ICE 672                                                       |
| EC 43            | Hamburg – Bremen – Osnabrück – Münster – Dortmund – Duisburg – Düsseldorf – Köln – Koblenz – Mainz – Mannheim – Karlsruhe – Freiburg – Basel – (Zürich – Chur oder Bern – Interlaken Ost) | EC 6/7, 8/9 (wegen Sperrung der Riedbahn nicht bis Dez. 2024) |
| ICE 32, IC/EC 32 | (Münster – Recklinghausen – Gelsenkirchen –) bzw. (Dortmund –) Essen – Duisburg – Düsseldorf – Köln – Koblenz – Mainz – Mannheim – Heidelberg – Vaihingen – Stuttgart (- Ulm – Friedrichshafen – Lindau – Bregenz – Innsbruck) | Zweistundentakt                                               |
| IC 35            | Norddeich Mole – Münster – Recklinghausen – Gelsenkirchen – Oberhausen – Duisburg – Düsseldorf – Köln – Koblenz – Mainz – Mannheim – Karlsruhe – Offenburg – Konstanz | einzelne Züge                                                 |
| ICE 39           | Nord-/Ostsee – Hamburg – Bremen – Köln – Mainz – Frankfurt (M) – Nürnberg – Passau/München | ICE 920/921, 927, 928/929, 1021/1022, 1020, 1222, 1621, 1627  |
| ICE 41           | München Hbf – Nürnberg Hbf – Würzburg Hbf – Aschaffenburg – Frankfurt (Main) Flughafen – Frankfurt (Main) Hbf - Mainz - Wiesbaden Hbf | ICE 1128                                                      |
| ICE 42           | München Hbf – Augsburg Hbf – Ulm Hbf – Stuttgart Hbf – Mannheim Hbf – Frankfurt (Main) Flughafen – Mainz – Wiesbaden Hbf | Ein Zug (So)                                                  |
| ICE 45           | Stuttgart Hbf (– Vaihingen (Enz)) – Heidelberg Hbf – Mannheim Hbf – Mainz – Wiesbaden Hbf – Limburg Süd – Montabaur – Siegburg/Bonn (– Flughafen Köln/Bonn) – Köln Hbf | ICE 710/711                                                   |
| ICE 49           | Frankfurt (M) Hbf - Frankfurt (Main) Flughafen - Mainz – Wiesbaden Hbf – Limburg Süd – Montabaur – Köln Hbf | ICE 712, ICE 713                                              |
| ICE 50           | Dresden – Leipzig – Erfurt – Fulda – Frankfurt – Frankfurt Flughafen – Mainz – Wiesbaden | Zweistundentakt                                               |
| IC 55            | Dresden - Riesa - Leipzig - Halle (Saale) - Magdeburg - Braunschweig - Hannover - Minden - Bad Oeynhausen - Herford - Bielefeld - Gütersloh - Hamm - Dortmund - Hagen - Wuppertal - Solingen - Köln - Bonn - Koblenz - Mainz (- Frankfurt (M) Flughafen - Frankfurt (M) Hbf) - Mannheim - Heidelberg - Vaihingen (Enz) - Stuttgart (– Reutlingen – Tübingen) | Zweistundentakt                                               |
| ICE 62           | (Münster – Recklinghausen – Gelsenkirchen –) bzw. (Dortmund –) Essen – Duisburg – Düsseldorf – Köln –Koblenz – Mainz – Mannheim – Heidelberg – Vaihingen – Stuttgart - Ulm – Augsburg – München – Rosenheim – Salzburg – Villach – Klagenfurt | ICE 114/115; in Taktlage der Linie 32                         |
| ICE 91           | Dortmund - Wuppertal - Köln – Koblenz – Mainz – Frankfurt – Würzburg – Nürnberg – Regensburg – Passau – Linz – Wien | ICE 22/23, 26/27, 28/29. 228/229, NJ 424/425                  |

### Nahverkehr
Im Schienenpersonennahverkehr bestehen folgende Verbindungen ab Mainz Hauptbahnhof:
| Linie | Linienweg | Takt | Betreiber      | Fahrzeuge im Regelbetrieb |
| ----- | --- | --- | -------------- | ------------------------- |
| S 6   | Bensheim – Heppenheim (Bergstr) – Laudenbach (Bergstr) – Hemsbach – Weinheim-Sulzbach – Weinheim (Bergstr) Hbf – (Weinheim-Lützelsachsen –) (einzelne Züge) Heddesheim/Hirschberg – Ladenburg – Neu-Edingen/Friedrichsfeld – Mannheim-Seckenheim – Mannheim ARENA/Maimarkt – Mannheim Hbf – Ludwigshafen (Rhein) Mitte – Ludwigshafen (Rhein) Hbf – Ludwigshafen-Oggersheim – Frankenthal Süd – Frankenthal Hbf – Bobenheim – Worms Hbf – Osthofen – Mettenheim – Alsheim – Guntersblum – Dienheim – Oppenheim – Nierstein – Nackenheim – Bodenheim – Mainz-Laubenheim – Mainz Römisches Theater – Mainz Hbf (← Wiesbaden Hbf) (ein Zug) Stand: Fahrplanwechsel Dezember 2021 | 60 min (Bensheim–Mannheim) 30 min (Mannheim–Mainz)                                                             | DB Regio Mitte | 463                       |
| S8    | Wiesbaden Hbf – Wiesbaden Ost – Mainz Nord – Mainz Hbf – Mainz Römisches Theater – Mainz-Gustavsburg – Mainz-Bischofsheim – Rüsselsheim Opelwerk – Rüsselsheim – Raunheim – Kelsterbach – Frankfurt am Main Flughafen Regionalbahnhof – Frankfurt (Main) Gateway Gardens – Frankfurt am Main Stadion – Frankfurt-Niederrad – (Frankfurt (Main) Hbf /) (nur HVZ) Frankfurt (Main) Hbf tief – Frankfurt (Main) Taunusanlage – Frankfurt (Main) Hauptwache – Frankfurt (Main) Konstablerwache – Frankfurt (Main) Ostendstraße – Frankfurt (Main) Mühlberg – Offenbach-Kaiserlei – Offenbach Ledermuseum – Offenbach Marktplatz – Offenbach (Main) Ost (– Mühlheim (Main) – Mühlheim (Main) Dietesheim – Steinheim (Main) – Hanau Hbf) (nur HVZ)                                        | 30 min | DB Regio Mitte | 430                       |
| RE 2  | SÜWEX: Frankfurt (Main) Hbf – Frankfurt-Niederrad – Frankfurt (Main) Flughafen Regionalbf – Rüsselsheim – Mainz-Bischofsheim – Mainz Römisches Theater – Mainz Hbf – Ingelheim – Bingen (Rhein) Hbf – Bacharach – Oberwesel – Boppard Hbf – Koblenz Hbf Stand: Fahrplanwechsel Dezember 2021 | 120 min (zus. Züge wochentags zur HVZ)                                                                         | DB Regio Mitte | 429                       |
| RE 3  | Nahe-Express: Frankfurt (Main) Hbf – Frankfurt-Niederrad – Frankfurt (Main) Flughafen Regionalbf – Rüsselsheim – Mainz-Bischofsheim – Mainz Römisches Theater – Mainz Hbf – Ingelheim – Bad Kreuznach – Bad Münster am Stein – Bad Sobernheim – Kirn – Idar-Oberstein – Türkismühle – St. Wendel – Neunkirchen (Saar) Hbf – Saarbrücken Hbf Stand: Fahrplanwechsel Dezember 2021 | 120 min (zus. Züge wochentags zur HVZ)                                                                         | vlexx          | 620, 622                  |
| RE 4  | SÜWEX: Karlsruhe Hbf – Graben-Neudorf – Philippsburg (Baden) – Germersheim – Speyer Hbf – Schifferstadt – Ludwigshafen (Rhein) Hbf – Frankenthal Hbf – Worms Hbf (→ Osthofen → Guntersblum → Oppenheim → Nierstein → Mainz Römisches Theater) (ein Zug) – Mainz Hbf – Hochheim (Main) – Frankfurt-Höchst – Frankfurt (Main) Hbf Stand: Fahrplanwechsel Dezember 2021 | 120 min | DB Regio Mitte | 429                       |
| RE 13 | Mainz – Nieder-Olm – Saulheim – Wörrstadt – Armsheim – Alzey (– Wahlheim – Freimersheim – Kirchheimbolanden) | 60 Min | vlexx          | 620, 622                  |
| RE 14 | SÜWEX: Mannheim Hbf – Ludwigshafen (Rhein) Mitte – (Ludwigshafen (Rhein) Hbf –)* Frankenthal Hbf – Worms Hbf – (Osthofen – Guntersblum – Oppenheim – Nierstein – Mainz Römisches Theater –)* Mainz Hbf – Hochheim (Main) – Frankfurt-Höchst – Frankfurt (Main) Hbf * einzelne Züge Stand: Fahrplanwechsel Dezember 2021 | 120 min | DB Regio Mitte | 429                       |
| RE 15 | Mainz – Ingelheim – Bad Kreuznach – Hochspeyer – Kaiserslautern | | vlexx          | 620, 622                  |
| RB 26 | MittelrheinBahn: (Köln/Bonn Flughafen –) (nur im Nachtverkehr) Köln Messe/Deutz – Köln Hbf – Köln West – Köln Süd – Hürth-Kalscheuren – Brühl – Sechtem – Roisdorf – Bonn Hbf – Bonn UN Campus – Bonn-Bad Godesberg – Bonn-Mehlem – Rolandseck – Oberwinter – Remagen – Sinzig (Rhein) – Bad Breisig – Brohl – Namedy – Andernach – Weißenthurm – Mülheim-Kärlich – Koblenz-Lützel – Koblenz Stadtmitte – Koblenz Hbf – Rhens – Spay – Boppard Hbf – Boppard-Bad Salzig – Boppard-Hirzenach – Sankt Goar – Oberwesel – Bacharach – Niederheimbach – Trechtingshausen – Bingen (Rhein) Hbf – Bingen (Rhein) Stadt – Bingen-Gaulsheim – Gau Algesheim – Ingelheim – Heidesheim (Rheinhessen) – Uhlerborn – Budenheim – Mainz-Mombach – Mainz Hbf Stand: Fahrplanwechsel Dezember 2021 | 60 min 30 min (Bingen–Mainz wochentags)                                                                        | Trans Regio    | 460                       |
| RB 31 | (Frankfurt (Main) Hbf – Frankfurt (Main) Flughafen Regionalbf – Rüsselsheim – Mainz Römisches Theater) (einzelne Züge zur HVZ) – Mainz Hbf – Mainz Waggonfabrik – Mainz-Gonsenheim – Mainz-Marienborn – Klein Winternheim-Ober Olm – Nieder Olm – Saulheim – Wörrstadt – Armsheim – Albig – Alzey (– Alzey West – Wahlheim (Kr. Alzey) – Freimersheim – Kirchheimbolanden) (Alzey→Kirchheimb. morgens/vorm., Kirchheimb.→Alzey nachm./abends) Stand: Fahrplanwechsel Dezember 2021 | 60 min | vlexx          | 620, 622                  |
| RB 33 | Frankfurt (Main) Hbf – Frankfurt (Main) Flughafen Regionalbf – Rüsselsheim – Mainz Römisches Theater – Mainz Hbf – Bad Kreuznach – Bad Münster am Stein – Bad Sobernheim – Kirn – Idar-Oberstein | einzelne Züge im Früh- und Spätverkehr                                                                         | vlexx          | 620, 622                  |
| RB 75 | Rhein-Main-Bahn: Wiesbaden Hbf – Mainz Hbf – Mainz Römisches Theater – (Mainz-Gustavsburg –) (stündlich) Mainz-Bischofsheim – Nauheim (b Groß Gerau) – Groß Gerau – Klein-Gerau – Weiterstadt – Darmstadt Hbf – Darmstadt Nord – Darmstadt-Kranichstein – Messel – Dieburg – Altheim (Hess) – Hergershausen – Babenhausen (Hess) – Stockstadt (Main) – Mainaschaff – Aschaffenburg Hbf Stand: Fahrplanwechsel Dezember 2021 | 25/35 min (wochentags) 25/35 min (Wiesb.–Darmstadt sa) 60 min (Darmstadt–Aschaffenb. sa) 60 min (so/feiertags) | HLB Hessenbahn | 1440                      |

(Stand: 2021)

### Straßenbahnverkehr
| Linie | Verlauf |
| ----- | --- |
| 50    | Römerquelle – Josef-Ludwig-Platz – Zwerchallee – Bismarckplatz – Hauptbahnhof – Münsterplatz – Pariser Tor – Mühldreieck – Bürgerhaus                  |
| 51    | Poststraße – Josef-Ludwig-Platz – Zwerchallee – Bismarckplatz – Hauptbahnhof – Universität – Hochschule – Südring – Marienborn Bhf. – Hindemith-Straße |
| 52    | Am Schinnergraben – Pariser Tor – Münsterplatz – Hauptbahnhof – Agentur für Arbeit – Hauptfriedhof – Bahnstraße                                        |
| 53    | Bürgerhaus – Mühldreieck – Pariser Tor – Münsterplatz – Hauptbahnhof – Universität – Hochschule – Südring – Marienborn Bhf. – Hindemith-Straße         |
| 59    | Zollhafen – Bismarckplatz – Hauptbahnhof – Universität – Hochschule                                                                                    |

### Regionalbusverkehr
| Linie | Verlauf                                                              |
| ----- | -------------------------------------------------------------------- |
| 630   | Mainz – Essenheim – Stadecken-Elsheim – Sprendlingen – Bad Kreuznach |
| 652   | Mainz – Klein-Winternheim – Nieder-Olm – Undenheim --> 646           |
| 653   | Mainz – Klein-Winternheim – Ober-Olm – Nieder-Olm                    |
| 654   | Mainz – Klein-Winternheim – Essenheim – Ingelheim                    |
| 660   | Mainz – Mommenheim – Undenheim – Alzey                               |

Die Nachbargemeinden und Städte Wiesbaden, Hochheim, VG Bodenheim, VG Nieder-Olm, Ingenheim und Budenheim werden zudem tw. vom Mainzer Stadtbusnetz bedient.

### Vorfälle
- Am 24. Oktober 1924 starben bei einem Auffahrunfall im Mainzer Eisenbahntunnel 14 Menschen.
- Am 1. August 2013 kam es wenige Stunden nach einer Störung im Stellwerk[25] zu einem Beinahe-Zusammenstoß zweier S-Bahn-Züge im Hauptbahnhof.[26] Am 24. September 2013 teilte das Eisenbahn-Bundesamt mit, dass als Ursache zu viel Bremssand auf den Gleisen war.[27] Dies führte dazu, dass ein Kontakt in der Gleisfreimeldeanlage gestört und dadurch ein besetztes Gleis fälschlicherweise als frei angezeigt wurde.[28]

#### Stellwerk Mainz Hbf
Am 5. August 2013 teilten Unternehmen der DB mit, dass es „aufgrund eines eingeschränkten Betriebs im Stellwerk Mainz Hbf“, laut Pressemeldungen in Folge von Personalmangel, bis zum 11. August 2013 in den Abend- und Nachtstunden zu verminderten Halten in Mainz komme. Ab dem 12. August kam es auch am Tage zu Einschränkungen; die S-Bahn-Fahrten fanden nur noch im Stunden- statt Halbstundentakt statt. Betroffen seien zum Bahnhof Mainz-Kastel umgeleitete S-Bahn-Züge, entfallene Regionalbahnfahrten sowie entfallene ICE- und IC-Halte im Mainzer Hauptbahnhof, letztere teilweise mit Ersatzhalten in Bahnhof Mainz-Bischofsheim oder Frankfurt am Main Flughafen Fernbahnhof. Die DB Netz informierte am 8. August 2013, dass die Einschränkungen bis voraussichtlich Ende August andauern werden. Von den Beeinträchtigungen waren mehrere tausend Pendler im Rhein-Main-Gebiet betroffen. Die Deutsche Bahn kündigte an, die Inhaber von Zeitkarten nach den Gegebenheiten des Einzelfalls für die wochenlangen Beeinträchtigungen zu entschädigen. Der Rhein-Main-Verkehrsverbund erklärte über einen Sprecher, man wolle für den eingetretenen Schaden die Bahn auf Regress in Anspruch nehmen. Der RMV bezifferte die Zahl der betroffenen Pendler mit 150.000 Fahrgästen.
Darüber hinaus gab es im Sommer 2013 ab dem 18. Juni rund 15-minütige Arbeitsschutz-Pausen für die Stellwerksmitarbeiter, in denen der Betrieb im Stellwerk des Mainzer Hauptbahnhofs eingestellt wurde. Bereits vom 22. Mai 2013 bis zum 22. Juni 2013 wurde der Bahnverkehr wegen Personalmangels in den Stellwerken bei der DB Netz in Bodenheim, Nierstein und Oppenheim von etwa 00:00 Uhr bis 04:30 Uhr eingestellt, da Fahrdienstleiter fehlten. Mit Bescheid vom 12. August 2013 rügte das Eisenbahn-Bundesamt die DB Netz AG. Das Unternehmen verstoße gegen die gesetzliche Betriebspflicht. Die Bundesnetzagentur drohte ein Zwangsgeld von 250.000 Euro an, sollte die DB nicht in der Lage sein, den regulären Betrieb wiederaufzunehmen. Die 18 Mitarbeiter des Stellwerks hatten Mitte 2013 durchschnittlich 120 Überstunden angehäuft und verfügten über 28 Tage Resturlaub.
Im Stellwerk Mainz verrichten 18 Mitarbeiter im Schichtbetrieb rund um die Uhr Dienst (Stand: 2013). Im August 2013 fehlten sieben Beschäftigte, drei aufgrund von Urlaub und vier infolge von Krankheit, weshalb die DB Netz nur 40 anstatt 50 Schichten in der Woche voll besetzen konnte. Die Deutsche Bahn kündigte an, ab 1. November 2013 neun zusätzliche Mitarbeiter auf dem Stellwerk einzusetzen. 2014 arbeiteten 22 Fahrdienstleiter auf dem Stellwerk.

## Besonderheiten

### Bahnbetriebswerk
Das Bahnbetriebswerk des Hauptbahnhofs war 1958 eines der ersten im Bereich der Deutschen Bundesbahn, das „dampffrei“ war.

### Fotofahndungsprojekt des BKA

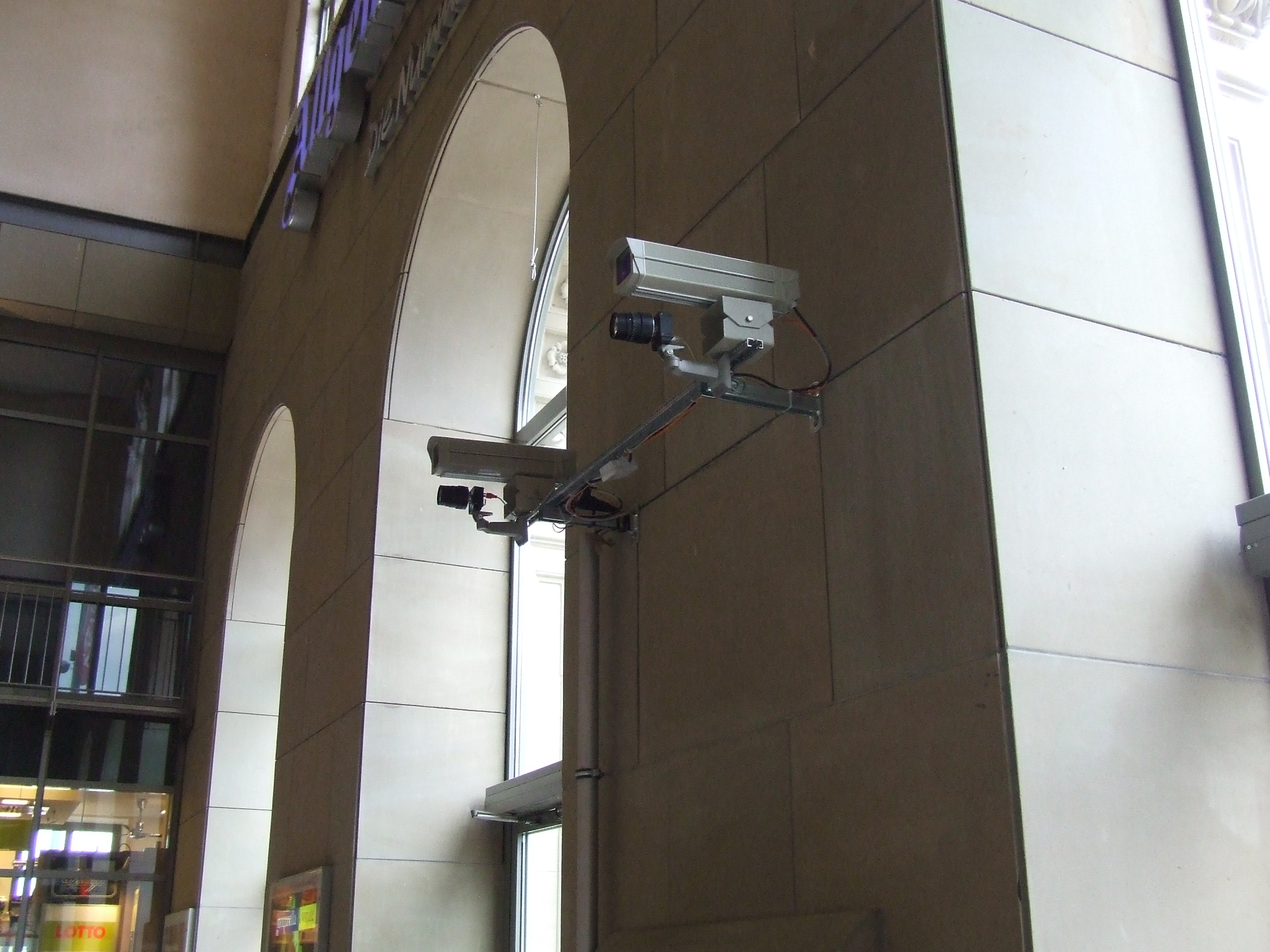
Vier Kameras für die Foto-Fahndung

Das Bundeskriminalamt testete von Oktober 2006 bis Januar 2007 in einem Forschungsprojekt die biometrische Gesichtserkennung (Foto-Fahndung) in der Eingangshalle des Mainzer Hauptbahnhofs.
Am 11. Juli 2007 stellte das BKA in einer Pressekonferenz den Abschlussbericht des Projektes vor. Mit der damals vorhandenen Technik lag die Erkennungswahrscheinlichkeit bei optimalen Lichtverhältnissen mit Tageslicht bei 60 %. Diese fiel jedoch in der Nacht auf bis zu 10 % herab; somit war die Fotofahndung nicht praxistauglich.

### Bahnsteiglängen
Nach Angaben von DB Station&Service ist der Bahnsteig zu den Gleisen 4 und 5 im Mainzer Hauptbahnhof (nach 667 Metern in Essen Hbf) der fünftlängste in Deutschland: Er besitzt eine Länge von nunmehr 512 Metern. 2019 galt der Bahnsteig mit 627,5 Metern noch als der zweitlängste Perron Deutschlands. Nutzbar sind laut Stredax von DB Netz allerdings nur 450 Meter. Hier können zwei kürzere Züge am gleichen Bahnsteig halten und in unterschiedliche Richtungen abfahren. Deshalb tragen diese die Nummerierung „4a“ und „4b“ sowie „5a“ und „5b“.

### Gleis 13
Der Bahnsteig an Gleis 13 wird nach wie vor ausgeschildert und im Gegensatz zum regelmäßig bedienten Gleis 11 auch im Lageplan ausgewiesen, obwohl kein planmäßiger Personenverkehr von Gleis 13 aus durchgeführt wird.